# ألبانيا
ألبانيا (بالألبانية: Shqipëri) أو رسمياً جمهورية ألبانيا (بالألبانية: Republika e Shqipërisë)، هي إحدى دول إقليم البلقان الواقع في جنوب شرق أوروبا. يحدها من الشمال الغربي الجبل الأسود ومن الشمال الشرقي كوسوفو ومن الشرق جمهورية مقدونيا ومن الجنوب اليونان ومن الغرب البحر الأدرياتيكي ومن الجنوب الغربي البحر الأيوني. تبعد أقل من 72 كم (45 ميل) عن إيطاليا عبر مضيق أطرانط والذي يربط بين البحر الأدرياتيكي والبحر الأيوني، تيرانا هي العاصمة وأكبر مدنها، ولغتها الرسمية هي اللغة الألبانية وعملتها هي الليك الألباني وشعارها هو نسر أسود ذو رأسين وقد وجد أنه مرسوم على حجر يعود للعصر الحجري في أحد الكهوف الأثرية صحيح في ألبانيا.
ألبانيا عضو في الأمم المتحدة وحلف شمال الأطلسي ومنظمة الأمن والتعاون في أوروبا ومجلس أوروبا ومنظمة التجارة العالمية ومنظمة المؤتمر الإسلامي وأحد الأعضاء المؤسسين للاتحاد من أجل المتوسط. ألبانيا مرشح محتمل للانضمام إلى الاتحاد الأوروبي منذ يناير 2003 كما تقدمت رسمياً لعضوية الاتحاد في 28 أبريل 2009.
ألبانيا دولة ديمقراطية برلمانية واقتصادها يمر بمرحلة انتقالية، يقطن العاصمة الألبانية تيرانا حوالي 607,467 شخص من أصل 2,402,113 مليون نسمة في البلاد لعام 2023، كما أنها أيضاً العاصمة المالية للبلاد. فتحت إصلاحات السوق الحرة البلاد أمام الاستثمار الأجنبي ولا سيما في مجال تطوير الطاقة والبنية التحتية للنقل. اختيرت ألبانيا بين أعلى عشرة بلدان في قائمة لونلي بلانت لعام 2011.

## أصل التسمية
ألبانيا هي تسمية لاتينية قروسطية للبلد، الذي يعرفه سكانه باسم شقيبيري. تُعرف ألبانيا باليونانية القروسطية باسم ألبانيا أو ألبانيتيا أو أربانيتيا.
قد تعود التسمية إلى القبيلة الإيليرية «ألباني»، التي ذكرها بطليموس الجغرافي والفلكي من الإسكندرية، والذي رسم في عام 150 ميلادية خريطة تظهر مدينة ألبانوبوليس شمال شرق دوريس.
قد تكون التسمية استمرارًا لمستوطنة قروسطية تدعى ألبانون وأربانون، رغم عدم التأكيد على أنها كانت في نفس المكان. كان المؤرخ البيزنطي مايكل أتالياتس أول من أشار إلى ألبانوي في كتابه «التاريخ» (1079-1080)، حيث ذكر أن المدينةَ شاركت في الثورة ضد القسطنطينية في عام 1043، وأن الأربانيتاي عاشوا تحت سلطة دوق ديراكيوم. أطلق الألبان اسم أربير أو أربين على بلادهم في العصور الوسطى وسموا أنفسهم أربيريش أو أربنيش.
مع بدايات القرن السادس عشر استبدلت التسمية أربيريا وأربيريش تدريجيًا بالتسمية شقيبيريا وشقيبتاري. تفسر التسميتان بـ «أرض النسور» و«أبناء النسور»، رغم أنهما يشتقان من الظرف شقيب، والذي يعني «أن يفهم البعض الآخر».
دعيت ألبانيا تحت الحكم العثماني رسميًا باسم أرناؤوطلوك وسكانها باسم أرناؤوطيون. يعتقد أن التسمية رديف للكلمة اليونانية أروانيت وهي التسمية اليونانية القروسطية للألبان.

## التاريخ

### ما قبل التاريخ

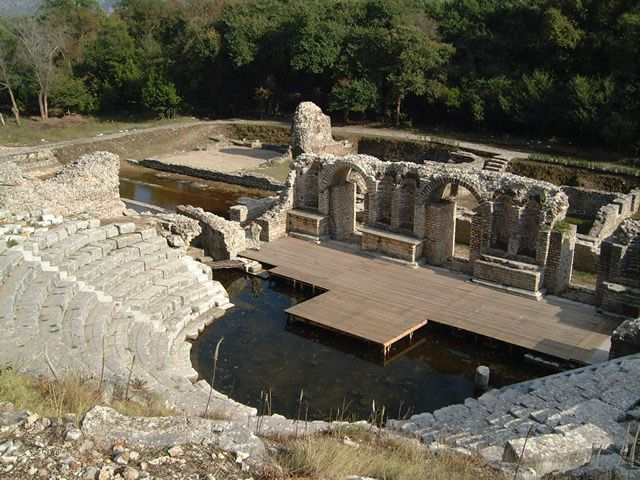
300 بوترينت موقع اليونسكو للتراث العالمي.

كانت المنطقة التي تعرف الآن بألبانيا مأهولةً مما قبل التاريخ. فقد قطنها الإليريانيون في العصور القديمة، وهم أجداد الألبان الحاليين. كانت ألبانيا محاطةً بإمبراطورياتٍ قوية ومتحاربة، مما جعل ألبانيا شاهدة لأعمال عنف كبيرة وتنافسا للسيطرة عليها على امتداد تاريخها. فقد اجتاحها الإغريق والرومان والصرب والفينيتيون والعثمانيون، وتركوا بها علاماتهم الثقافية فضلًا عن أطلالهم.
وتُظهر الأبحاثُ الأثرية أن ألبانيا كانت مأهولة بالسكان منذ العصر الحجري، وبدأ الاستقرار في المناطق ذات الظروف المناخية والجغرافية المواتية. اكتُشفت أولى المستوطنات في كهف جاجتان (في شكودرا) في كونيسبول عند جبل داجتي، وعند ساراندا. كما اكتشفت هياكل سيكلوبيانية في كريكونيكا (أرينيشتا) ومناطق أخرى في مقاطعة جيروكاسترا. كما نجد حوائط واضحة (بها جزء سيكلوباني) لمدينة قديمة (ربما تكون مدينة بيليس) عند جراديشتي على ضفاف نهر فيوزا الخلاب. وبقيت آثار قليلة لمدينة ديراكييم المحتفى بها (المعروفة اليوم باسم دوريس).
ربما تكون مدينة بوترينت التي أعيد اكتشافها أكثر أهمية اليوم عما كانت عليه عندما استخدمها يوليوس قيصر كمستودع لقواته خلال حملاته في القرن الأول قبل الميلاد. فلم تكن مدينة مهمة في ذلك الوقت، حيث طغت عليها سمعة المستعمرات اليونانية أبولونيا ودوريس. بدأ فرانسوا بوكافيل ومارتين ليك بالتحقيق الرسمي للمعالم الأثرية الألبانية وتسجيلها. كان فرانسوا القنصل العام لنابليون في محكمة علي باشا، أما مارتين ليك فكان الوكيل البريطاني هناك. عملت بعثة فرنسية بقيادة لين راي في ألبانيا من عام 1924 إلى 1938 ونشر نتائجها في تسجيلات علم الآثار والفن والتاريخ في ألبانيا والبلقان (الدفاتر علم الآثار والفن والتاريخ في ألبانيا والبلقان).
لا يزال علماء الآثار اليوم يجدون بقايا من العصر الحجري إلى أوائل العهد المسيحي.
وهناك مشروع آخر قدم نتائج مما قبل التاريخ، وإن كان بشكل غير متوقع، في وادي كريكجيتا قريبا من مدينة فيير الحالية ومنطقة أبولونيا. وكان هذا الحفر نتاج تعاون بين جامعة سينسيناتي وعلماء الآثار من معهد علم الآثار في ألبانيا، والذي كان مشروعا يهدف لمعرفة المستعمرة اليونانية أبولونيا. وبدلا من ذلك، عثروا على أدلةً على وجود دلائل على مستوطنة أقدم بكثير.
أنشأت الحكومة الألبانية حديقة بوترينت الوطنية في عام 2000، والذي يصله نحو 70000 زائر سنويا، وهو ثاني مواقع التراث العالمي في ألبانيا.
تم الكشف في عام 2003 عن كنيسة تعود إلى القرن الخامس أو السادس الميلادي في بلدة ساراندا الساحلية المقابلة لكورفو. وهي أول مرة توجد فيها كنيسة قديمة في هذه المنطقة. كما أن تاريخ التنقيب عنها جدير بالذكر أيضًا. حيث وجد الفريق فسيفساء استثنائية مرتبطة بالأعياد اليهودية، بما فيها عيد مينوراه، وقرن شاه وشجرة أترج. وتظهر الفسيفساء التي في معبد الكنيسة واجهة تصور ما يشبه التوراة وحيوانات وأشجار ورموز توراتية أخرى. مقاييس الهيكل هي 20 مترا في 24 مترا، وربما كان آخر استخدام لها في القرن السادس الميلادي ككنيسة.

### الإيليريون
كان الإليريون قاطنوا حدود ألبانيا في العصور القديمة، وكانوا قبائل وعشائر كما بقية شعوب البلقان. بدأت قبائل الإليريون التطور السياسي من كيانات صغيرة وبسيطة إلى كيانات أكبر وأكثر تعقيدا بالتوازي مع قيام المستوطنات اليونانية. فبدؤوا بتكوين تحالفات مؤقتة مع بعضهم البعض لأغراض دفاعية وهجومية، ثم كاتحادات، ثم كممالك.
وكانت أهم هذه الممالك التي ازدهرت من القرن الثاني إلى الخامس قبل الميلاد، ممالك إنكيلاي وتاولاتني وأرديي.
عرف الملكُ بارديليس (385 - 358 قبل الميلاد) هذه المملكة في القرن الرابع قبل الميلاد عندما احتل جزءا كبيرا من مقدونيا، ولكنه هزم نتيجة لهجمات فيليب مقدون الثاني، والد الإسكندر الأكبر.
وصلت المملكة الإليرية ذروة توسعها وتنميتها عندما استطاع أحد برز ملوكها الملك أغرون (250-230 قبل الميلاد) توحيد القبائل الإليرية في مملكة واحدة. فحكمت المملكة الإليرية تحت قيادته أراضي واسعة تمتد من شمال ألبانيا المعاصرة إلى جزء كبير من الساحل الأدرياتيكي الشرقي. كانت العاصمة مدينة شكودرا، كما هي الآن مدينة مهمة في شمال ألبانيا.
تحت أغرون الإيليرية فإن المملكة تركزت في Scodra امتدت من دالماتيا في الشمال وصولا إلى توسعت المملكة بقيادة الملك أغرون من دالماتيا شمالا وصولا إلى السواحل المقابلة لنقطة عقب إيطاليا. خلفته الملكة توتا بعد وفاته عام 230 قبل الميلاد (وحكمت من 230 إلى 228 قبل الميلاد) فأسرت كوركيرا كوسيرا وأجبرت قوات Epirotes الإبيروتس للتحالف مع الإليريين، وبذلك وسعت دائرة النفوذ إلى الخليج الكورنيثي. اشتبكت الملكة توتا في وقت لاحق (في عام 229 قبل الميلاد) مع الرومان، بادئة بهذه الطريقة حروب الإليريين التي وضعت نهاية المملكة في عام 168 قبل الميلاد، عندما هُزم الملك جينتيوس على يد الجيش الروماني المحاصر لمدينة Scodra.

### الإمبراطورية الرومانية والبيزنطية

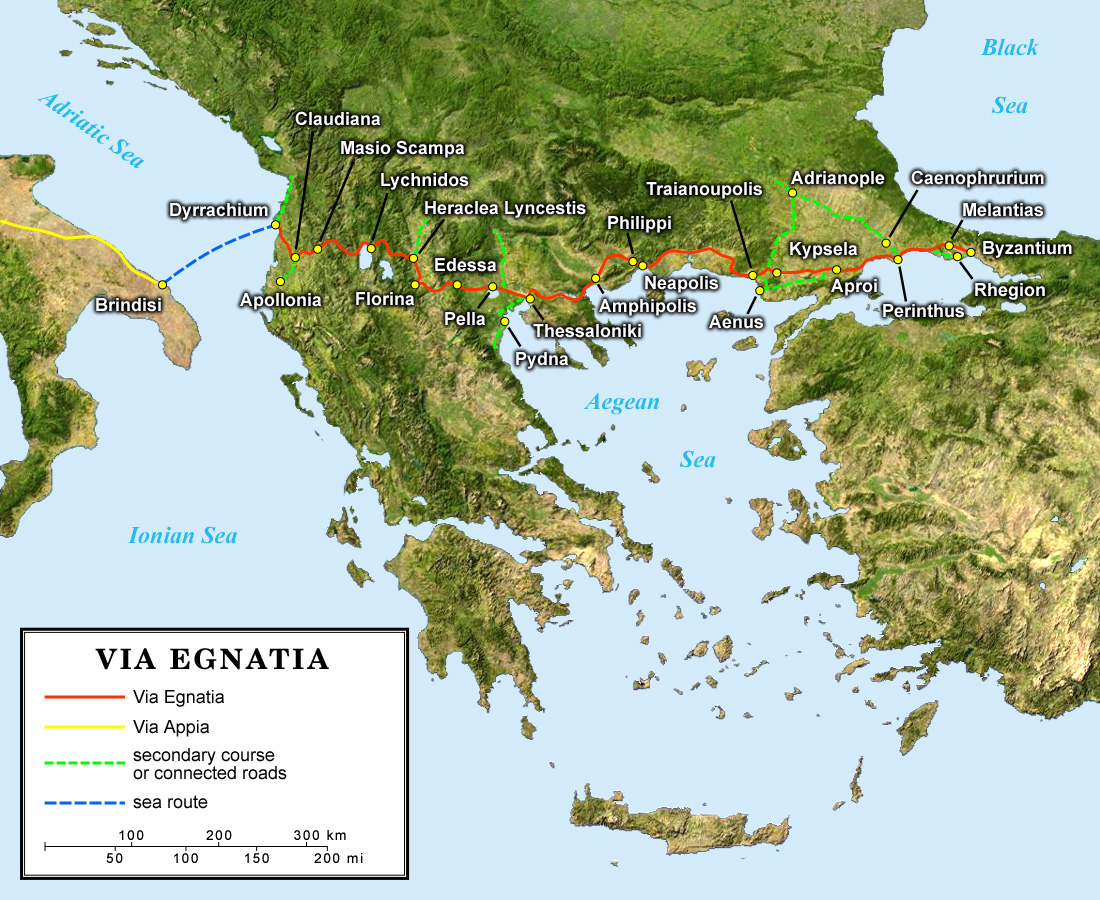
الطريق من شارع إغناتيا.

كان الرومان يحتلون الأراضي التي تكون ألبانيا الحديثة في عام 165 قبل الميلاد، وأدرجت هذه الأراضي في الإمبراطورية كجزء من مقاطعة إيليريا إليريكام. كان الجزء الغربي من عبر إجناتيا داخل ألبانيا الحديثة. وقُسّم إقليم إليريكام في وقتٍ لاحق إلى مقاطعتي دالماتيا وبانونيا.
عندما انقسمت الإمبراطورية الرومانية إلى شرق وغرب في عام 395 من الميلاد، أصبحت أراضي ألبانيا الحديثة جزءا من الإمبراطورية البيزنطية. عانت إيليريا من الدمار ابتداء من العقود الأولى تحت الحكم البيزنطي (حتى عام 461) نتيجةً للغزوات التي شنها القوط الغربيون والهان والقوط الشرقيون. ولم يمض وقت طويل بعد مرور هذه الغزوات الهمجية على البلقان إلا وظهر السلاف. خضعت قبائل جنوب إيليريا إلى تحول وتغير من المجتمع الإيلياري القديم إلى المجتمع الألباني. وحدث ذلك على مر عدة قرون، وتحت تأثير الثقافات الرومانية والبيزنطية والسلافية.
وظلت المنطقة التي تسمى ألبانيا حاليًا تحت سيادة المملكة البيزنطية والبلغارية حتى دخول القرن الرابع عشر بعد الميلاد، عندما بدأ الأتراك العثمانيون بعمليات توغل إلى داخل الإمبراطورية. فتح العثمانيون القسطنطينية في عام 1453، وبدخول عام 1460 كانت أغلب الأراضي البيزنطية سابقا في أيدي الأتراك.

### العصور الوسطى

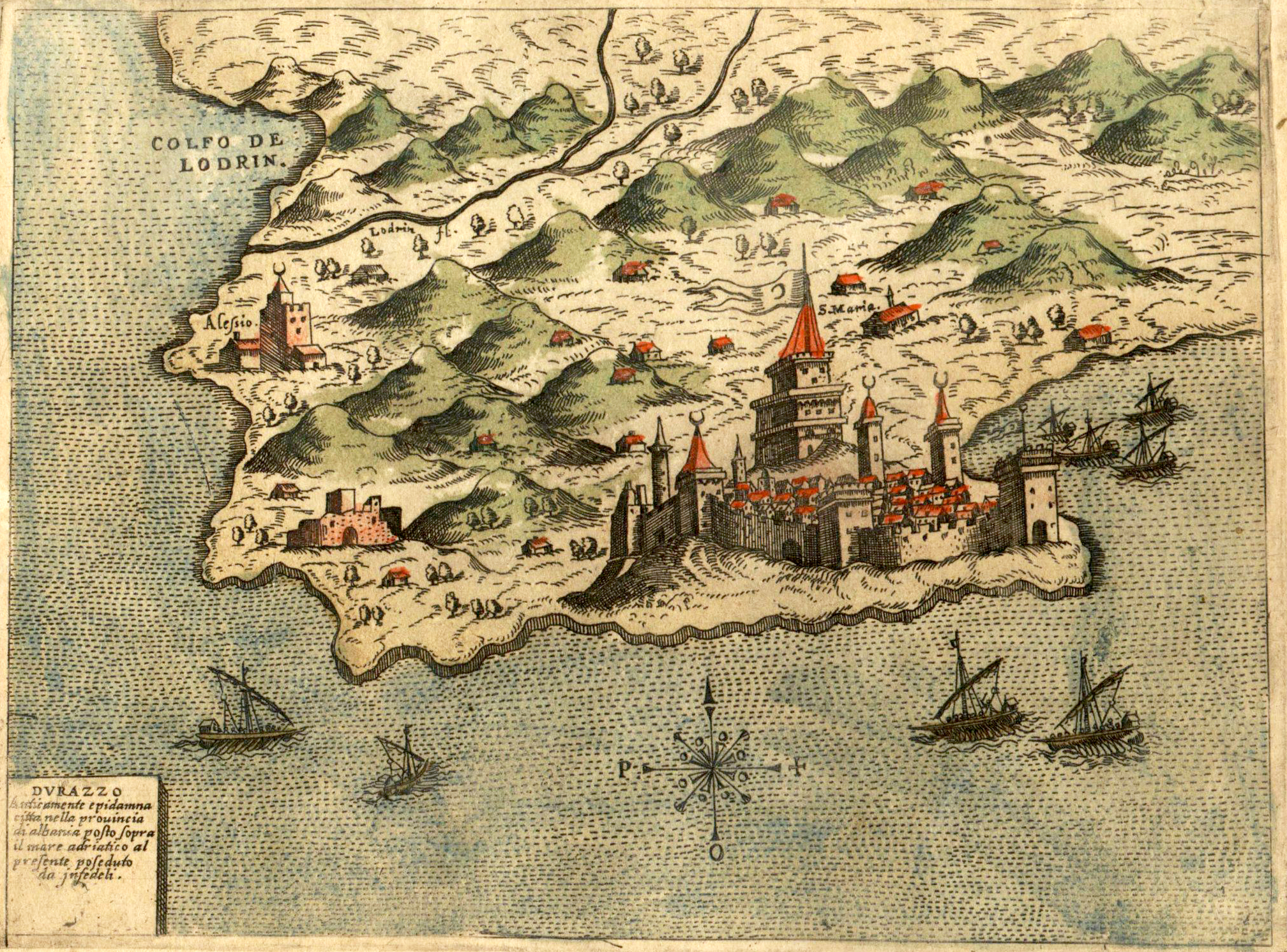
دوريس في 1573.

ساهم النظام الإداري الجديد، والذي يتضمن وجود كذا بند (مقاطعة بيزنطية)، في ظهور الإقطاع في ألبانيا، عندما أصبح الجنود الفلاحون (الذين كانوا يخدمون لدى لوردات عسكريين) قنانا على ممتلكاتهم. تشمل كبريات العائلات الألبانية من النبلاء الإقطاعيين عائلات: ثوبيا، شباتا، موزاكا، أرانيتي، دوكاجيني، وكاستريوتي. وأصبحت أول 3 عائلات حاكمة لتقاسيم مستقلة عمليا عن بيزنطة.

### العهد العثماني
بدأ يزيد استخدام الاسم أربيريا على المنطقة التي تضم أمة ألبانيا الآن (انظر أصول وتاريخ اسم ألبانيا).
وسع العثمانيون إمبراطوريتهم ابتداء من أواخر القرن الرابع عشر من الاناضول إلى البلقان. وبدخول القرن الخامس عشر، هيمن العثمانيون على شبه جزيرة البلقان تقريبا، باستثناء شريط ساحلي صغير أدرج في ألبانيا الحديثة. وأكسبت مقاومة الألبان للعثمانيين في القرن الخامس عشر تأييداً من جميع أنحاء أوروبا المسيحية. وأصبحت ألبانيا رمزا لمقاومة العثمانيين، ولكنها ظلت في حروب شبه مستمرة.
وإحدى أقوى الردود على التوسع العثماني جاء بقيادة إسكندر بك (بالألبانية: Gjergj Kastrioti Skanderbeg) وذلك من عام 1443 إلى عام 1468. فقد حارب 30000 ألباني تحت راية حمراء تحمل شعار سكانديربيج، ومنع الفتح العثماني للأراضي الألبانية مدة 24 عامًا. كانت قيادة سكانديربيج قوية، حتى أنه تغلب على محمد الثاني (الفاتح) في كروجا في عام 1466. اعتنق سكانديربيرج الرومانية الكاثوليكية من جديد، وأعلن الحرب المقدسة ضد العثمانيين. وتغلب الألبان على ثلاثة محاولات عثمانية لفتح كروبي (انظر حصار كروبي).لم يتمكن سكانديربيرج من الحصول على أي مساعدة من الحملة الصليبية الجديدة التي وعد بها الباباوات، وتوفي في 1468 بدون أن يترك خلفا قويا.
بعد وفاة سكاندربيج، ظلت المقاومة الألبانية مستمرة حتى عام 1478، بنجاح بسيط. انهارت الولاءات والتحالفات التي صنعها وغذاها سكانديربيج، وفتح العثمانيون ألبانيا بعد فترة قصيرة من سقوط قلعة كروبي. فأصبحت ألبانيا بذلك جزءاً من الإمبراطورية العثمانية. وعقب ذلك، فر العديد من الألبان إلى دول الجوار كإيطاليا، معظمهم إلى مدن كالابريا وصقلية. واعتنق غالبية السكان الألبان الإسلام خلال هذا الوقت. كان هناك العديد من محاولات الانتفاضة خلال هذه الفترة من ابن سكانديربيرج وابن شقيقه في 1500 م، وخلال الحروب العثمانية مع البندقية، والحروب العثمانية مع هابسبورغ، ضد التنظيمات العثمانية وخلال عصر النهضة الوطنية في ألبانيا (1831-1912). وشهدت هذه الفترة أيضا بداية الباشاوات الألبان حيث أصبح الألبان جزءاً مهماً من الجيش العثماني والإدارة العثمانية، مثل الحال مع أسرة كوبرولو. وبقيت ألبانيا جزءا من الإمبراطورية العثمانية كمقاطعات شكودرا وماناستير ويانيا حتى عام 1912.

### التاريخ الحديث

#### الاستقلال
لم تتمتع ألبانيا بالاستقلال إلا في القرن العشرين. فبعد خمسمائة سنة من الحكم العثماني، أعلن استقلال ألبانيا في 28 نوفمبر 1912 نتيجة لمؤتمر لندن الذي أنهى حرب البلقان الأولى. وكانت الحرب قد اندلعت في عام 1912 بسبب الانتفاضة الألبانية ما بين 1908 و1910، والتي كانت موجهة إلى معارضة السياسات العثمانية لتوحيد الإمبراطورية العثمانية. فبعد ضعف الدولة العثمانية في البلقان، أعلنت كلاً من صربيا واليونان وبلغاريا الحرب وسعت كل دولة منهم لتحريك حدودها فوق ما تبقى من أراضي الإمبراطورية. وهكذا غزت صربيا ألبانيا من الشمال، وغزت اليونان ألبانيا من الجنوب، مما حدد البلد إلى رقعة من الأرض حول المدينة الساحلية الجنوبية فلورا. أعلنت ألبانيا استقلالها في عام 1912 وهي ما تزال تحت الاحتلال الأجنبي وذلك بمساعدة من النمسا والمجر، ورسمت القوى العظمى حدود ألبانيا الحالية تاركة أكثر من نصف السكان الألبان خارج البلد الجديد. وقد رسمت الحدود بين ألبانيا وجيرانها في عام 1913 بعد حل الجزء الأكبر من أراضي الدولة العثمانية في البلقان. وأدى الترسيم الجديد للحدود إلى تَرك عدد كبير من الألبان خارج ألبانيا. وكانت هذه الفئة من السكان منقسمة بين صربيا والجبل الأسود (والتي شملت بعد ذلك ما يعرف الآن جمهورية مقدونيا). ووجد عدد كبير من الألبان أنفسهم في ظل الحكم الصربي. وعلى الجانب الآخر، أدى تمرد اليونانيين المحليين في جنوب البلاد إلى تشكيل منطقة حكم ذاتي لهم داخل حدود ألبانيا (1914). بعد فترة من عدم الاستقرار السياسي الذي حدث خلال الحرب العالمية الأولى، اعتمدت البلاد الشكل الجمهوري للحكم في عام 1920.

#### الاحتلال الإيطالي

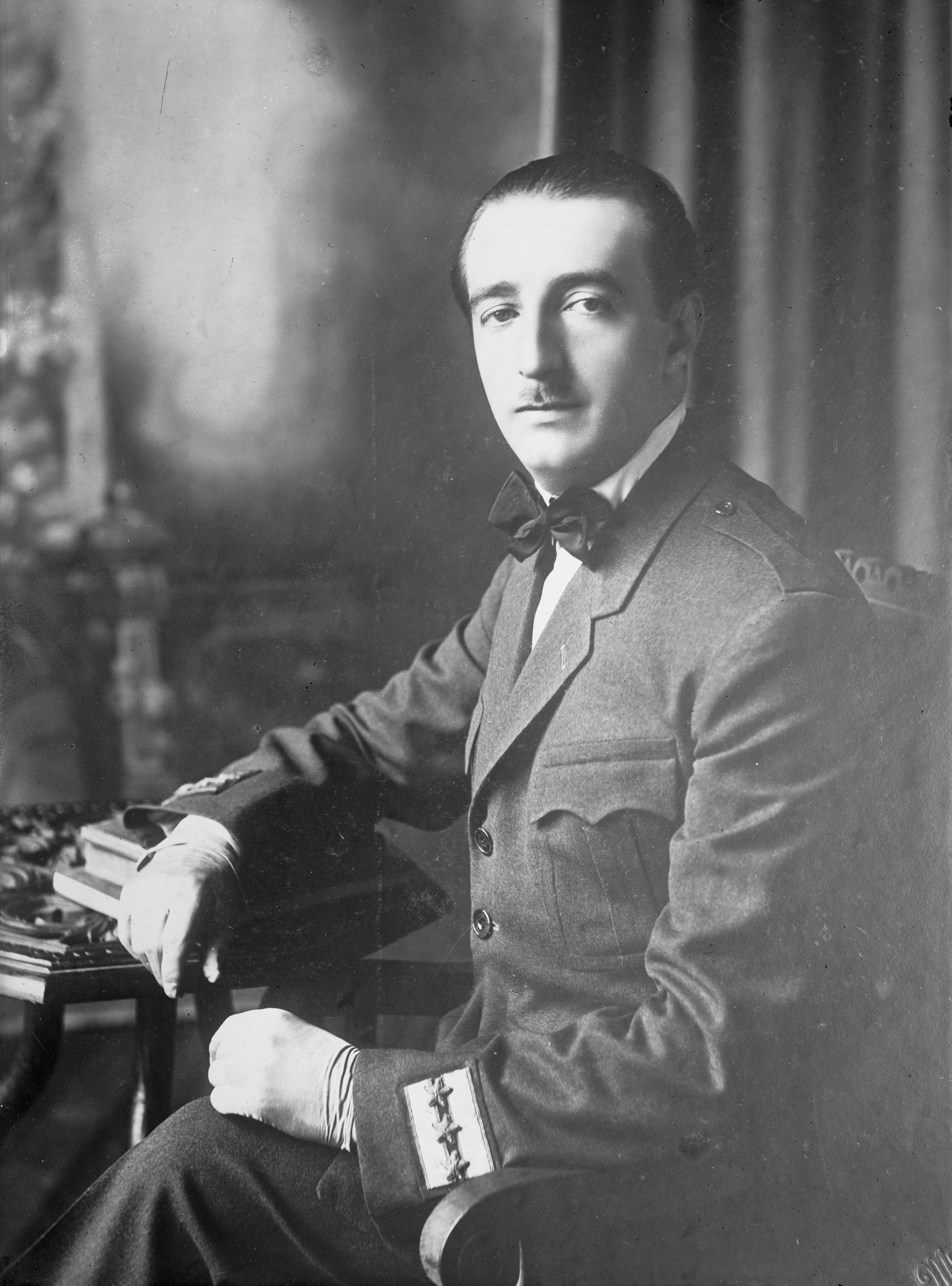
أحمد مختار بيه زغلي.

ابتداء من عام 1928، ولا سيما خلال فترة الكساد الكبير، وحكومة الملك أحمد زوغو والتي تعتمد بالكامل تقريبا على موسوليني، ولذا بدأت تتنازل عن سيادة ألبانيا إلى إيطاليا. وبدخول عام 1939 غزا الإيطاليون البلاد وأصبحت ألبانيا محمية إيطالية.
وعلى الرغم من بعض قوى المقاومة، وخصوصا في دوريس، غزت إيطاليا ألبانيا في 7 أبريل 1939 وسيطرت على البلاد، وأعلن موسوليني ملك إيطاليا الصوري كملك لألبانيا. كانت ألبانيا من أوائل البلدان التي احتلت من قبل دول المحور في الحرب العالمية الثانية. فمع بداية اعتداءات أدولف هتلر، قرر الدكتاتور الإيطالي الفاشي بنيتو موسوليني احتلال ألبانيا باعتبارها وسيلة للتنافس مع مكاسب هتلر الإقليمية. اعتبر موسوليني والفاشيون الإيطاليون ألبانيا جزءا تاريخيا من الإمبراطورية الرومانية، وأتى الاحتلال لتحقيق حلم موسوليني بإقامة الإمبراطورية الإيطالية. وأثناء الاحتلال الإيطالي، خضع السكان الألبان لسياسة طلينة قسرية الطلينة من قبل حكام المملكة الإيطاليين، وذلك بالتثبيط من استخدام اللغة الألبانية في المدارس في حين تمت ترقية اللغة الإيطالية، كما شجع الإيطاليون على استعمار ألبانيا.
استخدم موسوليني قاعدة ألبانية لشن هجوم على اليونان، في تشرين الأول / أكتوبر 1940، والذي أدى إلى هزيمة القوات الإيطالية واحتلال القوات اليونانية لجنوب ألبانيا. ولكن هتلر قرر مهاجمة اليونان في كانون الأول / ديسمبر 1940، في إطار الاستعدادات لغزو روسيا، لمنع اعتداء بريطاني على قواته الجنوبية من قبل وأدى الاستسلام اليوناني لإعادة ألبانيا إلى إيطاليا.

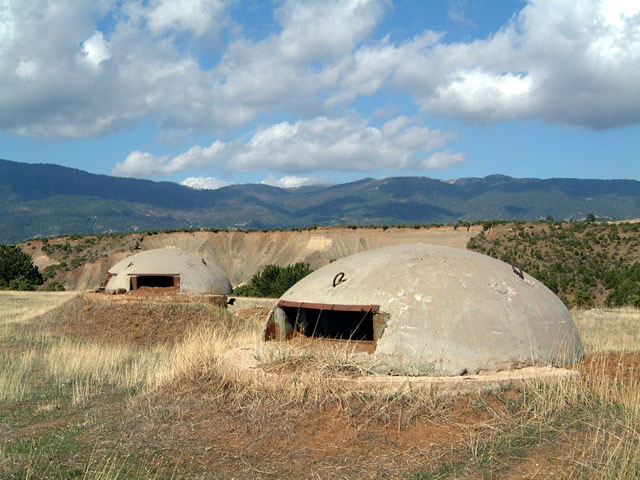
مستودعات ألبانية تم بناؤها أثناء نظام الرئيس خوجا للحيلولة دون وقوع غزو خارجي.

أنشيء حزب العمل خلال الحرب العالمية الثانية في 8 نوفمبر 1941. وبوجود نية لتنظيم مقاومة حزبية دعي إلى مؤتمر عام في Pezë يوم 16 سبتمبر 1942 والذي كانت نتيجته تأسيس جبهة التحرير الوطني الألبانية أنشئت. شملت الجبهة جماعات قومية، ولكن الحزب الشيوعي كان يسيطر عليها. وفي ديسمبر 1942، أنشيء حزب قومي ألباني آخر، برئاسة فايزر كولا. قاتل الألبان ضد الإيطاليين خلال فترة الاحتلال الألماني. تحالف الوطنية بالي مع الألمان واشتبك مع الشيوعيين الألبان، والذين واصلوا كفاحهم ضد الألمان وبالي كومبيتار في نفس الوقت.
مع انهيار حكومة موسوليني بسبب غزو التحالف، احتلت ألمانيا ألبانيا في سبتمبر 1943، وأسقطت قوات المظلات في تيرانا قبل تمكن الميليشيات الألبانية من السيطرة على العاصمة. سرعان ما دفع الجيش الألماني المسلحين إلى التلال وإلى الجنوب. أعلنت برلين بعد ذلك انها تعترف باستقلال ألبانيا محايدة، ونظمت حكومة ألبانية وشرطة وجيشا. تعاونت العديد من الوحدات التابعة لكومبيتار بالي مع الألمان ضد الشيوعيين، وتملك عدد من قادة بالي كومبيتار مناصب في النظام الذي رعته ألمانيا.
حرر الحزبيون ألبانيا من الاحتلال الألماني في يوم 28 نوفمبر 1944. كما قاموا بتحرير كوسوفو، وجزء من جمهورية الجبل الأسود، وجنوب البوسنة والهرسك. وبحلول تشرين الثاني / نوفمبر 1944 كانوا قد طردوا الألمان، وبذلك أصبحت ألبانيا الأمة الشرق أوربية التي استطاعت القيام بذلك دون مساعدة من القوات السوفياتية. وأصبح أنور خوجة زعيمًا للبلد بحكم منصبه كسكرتير عام للحزب الشيوعي الألباني.
ألبانيا هي واحدة من الدول الأوروبية التي كان عدد السكان اليهود فيها بعد الحرب أكبر مما كان عليه قبل الحرب. فلم ترحل وتقتل إلا عائلة يهودية واحدة فقط خلال الاحتلال النازي لألبانيا. فقد خبأت الأسر الألبانية حوالي 1200 من السكان اليهود واللاجئين من دول البلقان الأخرى خلال الحرب العالمية الثانية، وفقا للوثائق الرسمية.

#### بعد انتهاء الحرب العالمية الثانية

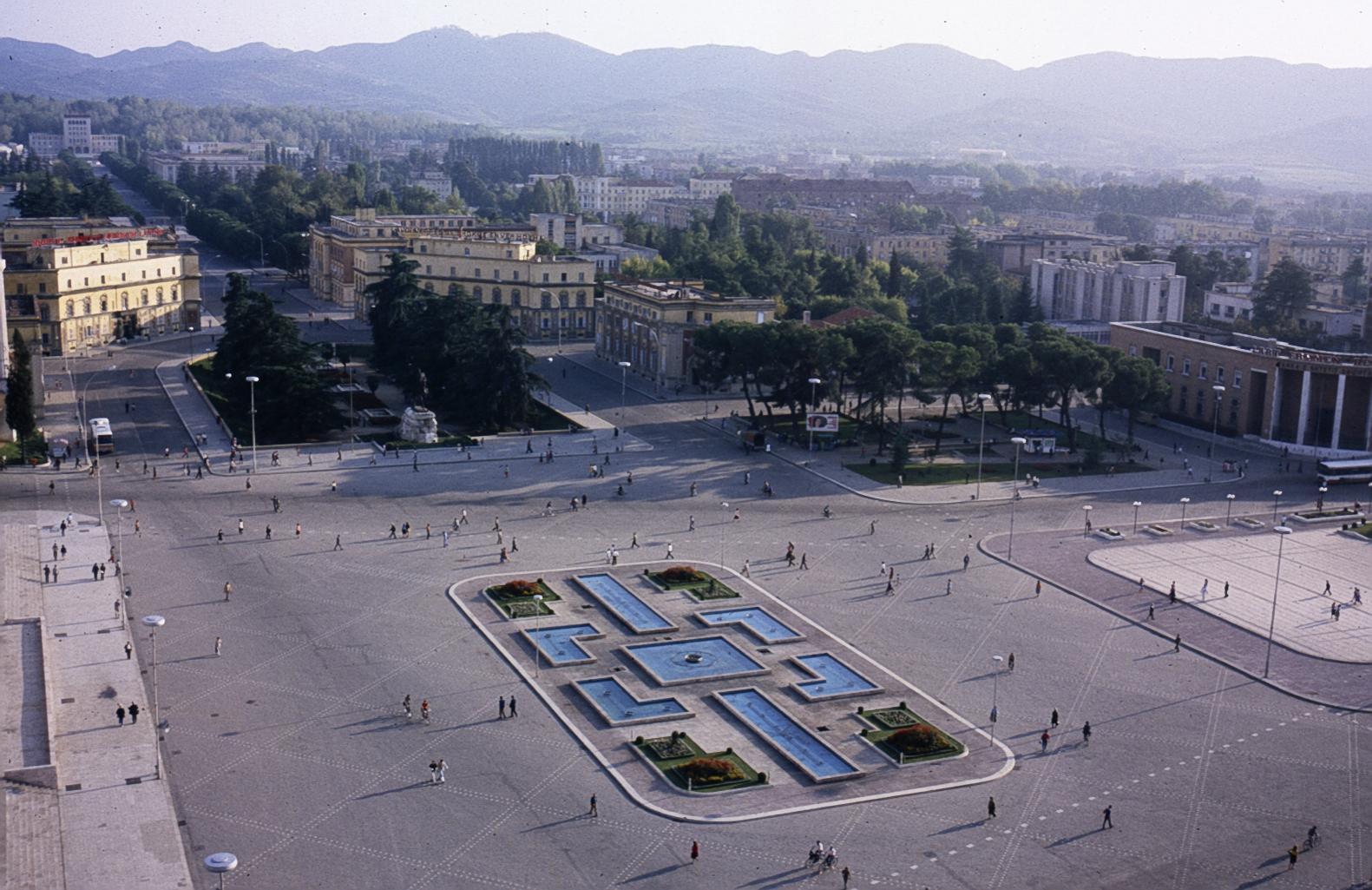
ساحة تيرانا في عام 1988.

كانت ألبانيا متحالفة مع الاتحاد السوفياتي، ثم انشقت عن الاتحاد السوفياتي في عام 1960 ما يزيد على في عملية (التبرؤ من الستالينية). تبع هذا تحالفا سياسيا قويا مع الصين، مما أدى إلى دخول مساعدات صينية بقيمة مليارات من الدولارات، والتي تقلصت بعد عام 1974. قطعت الصين المساعدات في عام 1978 عندما هاجمت ألبانيا السياسات الصينية بعد وفاة الحاكم الصيني ماو تسي تونغ. حدثت عمليات تطهير واسعة النطاق للمسؤولين خلال السبعينيات.
توفي أنور خوجة الذي حكم ألبانيا لأربعة عقود بقبضة من حديد، يوم 11 أبريل 1985. أدخل النظام الجديد بعض التحرير، بما في ذلك التدابير المتخذة في عام 1990 التي نصت على حرية السفر إلى الخارج. وقد بدأت الجهود لتحسين العلاقات مع العالم الخارجي. أدت انتخابات آذار / مارس 1991 إلى وصول الشيوعيين السابقين إلى السلطة، ولكن أدى الإضراب العام والمعارضة المدنية إلى تشكيل حكومة ائتلافية تحوي غير الشيوعيين.
هزم الشيوعيون السابقون في انتخابات آذار / مارس 1992، في ظل الانهيار الاقتصادي والاضطرابات الاجتماعية. وانتخب سالي بيريشا كأول رئيس غير شيوعي منذ الحرب العالمية الثانية. وقعت الازمة المقبلة في عام 1997 خلال فترة رئاسته، بينما مزقت أعمال الشغب البلاد. انهارت مؤسسات الدولة وأرسلت بعثة عسكرية من الاتحاد الأوروبي بقيادة إيطاليا لتحقيق الاستقرار في البلاد. هزم بيريشا في انتخابات صيف 1997، فلم يفز إلا ب 25 مقعدا فقط من أصل 155 مقعدا.
ولكنه عاد إلى السلطة على رأس ائتلاف في الانتخابات التي أجريت في 3 يوليو 2005، والتي أنهت 8 سنوات من حكم الحزب الاشتراكي. في عام 2009 انضمت ألبانيا وكرواتيا إلى حلف شمال الأطلسي.

## الحكومة والسياسة

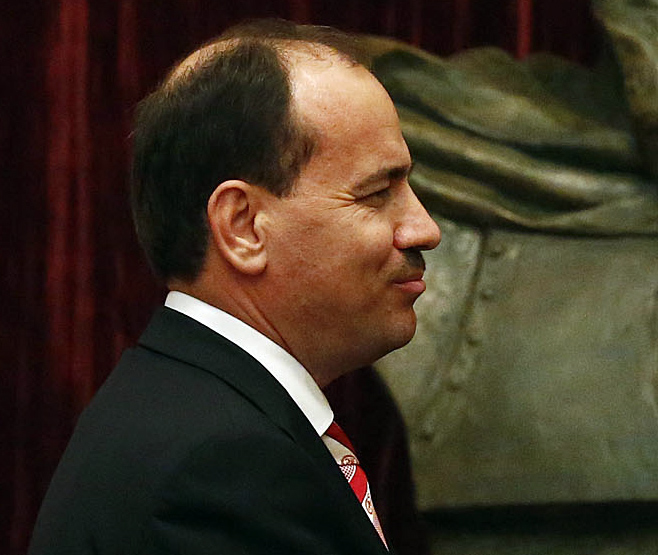
الرئيس بوجار نيشاني، 24 يوليو 2012.

### الانتخابات
ألبانيا جمهورية ديمقراطية برلمانية منشأة بموجب الدستور الذي تم تجديده في عام 1998. تعقد الانتخابات مرة كل أربع سنوات على 140 مقعدا احاديا في مجلس الشعب. في يونيو 2002 انتخب المرشح الوسط الفريد مويسيو، وهو جنرال عسكري سابق لخلافة الرئيس رجب ميداني. جاءت الانتخابات البرلمانية التي جرت في تموز / يوليو 2005 بسالي بيريشا إلى السلطة، كزعيم ٍللحزب الديمقراطي. كان الاندماج ألبانيا الأوروبي-أطلسي الهدف النهائي لحكومات ما بعد الشيوعية. واعتبرت مفوضية الاتحاد الأوروبي انضمام ألبانيا إلى الاتحاد أحد أهم أولوياته. وجهت دعوة إلى ألبانيا وكرواتيا للانضمام إلى حلف شمال الأطلسي في 3 أبريل 2008. وانضمت كل من ألبانيا وكرواتيا للحلف في 2 أبريل 2009 لتصبحان السابعة والعشرين والثامنة والعشرين من أعضاء الحلف.
ظلت تهاجر قوى ألبانيا العاملة إلى اليونان وإيطاليا وألمانيا وأنحاء أخرى من أوروبا، وأمريكا الشمالية. ولكن تدفق الهجرة بدأ يتناقص ببطء، مع خلق المزيد والمزيد من الفرص في ألبانيا مع تطور الاقتصاد بصورة مطردة.

### السلطة التنفيذية
رئيس الدولة في ألبانيا هو الرئيس الجمهورية. يتم انتخاب الرئيس لمدة 5 سنوات من قبل الجمعية الوطنية عن طريق الاقتراع السري، الأمر الذي يتطلب 50% +1 أغلبية الأصوات من جميع النواب. الرئيس الحالي للجمهورية هو بوجار نيشاني انتخب في يوليو 2012.
الرئيس لديه السلطة لضمان مراقبة الدستور وجميع القوانين، والتصرف كقائد عام للقوات المسلحة، وممارسة واجبات الجمعية الوطنية لجمهورية ألبانيا عندما الجمعية ليس في الدورة، وتعيين رئيس ل مجلس الوزراء (رئاسة الوزراء).
تقع السلطة التنفيذية مع مجلس الوزراء (مجلس الوزراء). ويتم تعيين رئيس المجلس (رئيس الوزراء) من قبل الرئيس؛ ويتم ترشيح وزراء من قبل الرئيس على أساس توصية رئيس الوزراء. يجب أن الجمعية الشعبية إعطاء الموافقة النهائية على تشكيل المجلس. المجلس هو المسؤول عن تنفيذ كل من السياسات الخارجية والداخلية. فإنه يوجه ويسيطر على أنشطة الوزارات وأجهزة الدولة الأخرى.
| الرئيس       | بوجار نيشاني | الحزب الديمقراطي الألباني | 24 يوليو 2012  |
| رئيس الوزراء | إيدي راما    | الحزب الاشتراكي الألباني  | 15 سبتمبر 2013 |

### السلطة التشريعية
جمعية جمهورية ألبانيا هي الهيئة القوانين في ألبانيا. هناك 140 نائبا في الجمعية، والذي يتم انتخاب من خلال القوائم الحزبية نظام التمثيل النسبي. يرأس رئيس الجمعية (أو رئيس)، الذي لديه نائبان، والجمعية. هناك 15 لجان دائمة أو لجان. وتعقد الانتخابات البرلمانية كل أربع سنوات على الأقل.
لديه القدرة على الجمعية أن تقرر اتجاه السياسة الداخلية والخارجية؛ الموافقة أو تعديل الدستور؛ إعلان الحرب على دولة أخرى؛ التصديق أو المعاهدات الدولية السنوية؛ انتخاب رئيس الجمهورية، والمحكمة العليا، والنائب العام ونواب له أو لها؛ والسيطرة على نشاط الإذاعة الرسمية والتلفزيون، وكالة الأنباء وغيرها من وسائط الإعلام الرسمية.

### التقسيمات الإدارية

مقاطعات ألبانيا.

ألبانيا مقسّمة إلى اثنتي عشر مقاطعة (بالألبانية: qarku غاركو ومفردها: qark غارك) وكل مقاطعة بدورها مقسمّة إلى 36 منطقة (تقسيم مستغي عنه). وتنقسم إلي 351 بلدية. حيث لكل منطقة مجلس إقليمي يتألف من عدد من البلديات والقرى،
| المقاطعة     | العاصمة   | المناطق                         | المساحة (كم²) | تعداد السكان (2009) | الكثافة (نسمة/كم²) |
| ------------ | --------- | ------------------------------- | ------------- | ------------------- | ------------------ |
| 1. بيرات     | بيرات     | برات، كوتشووه، اسكرابار         | 1.798         | 170.815             | 95,00              |
| 2. ديبر      | بيشكوبي   | بولتشيزه، ديبر، مات             | 2.586         | 140.007             | 54,52              |
| 3. دوريس     | دوريس     | دوريس، كرويه                    | 766           | 310.442             | 405,28             |
| 4. إلباسان   | إلباسان   | إلباسان، غرامش، ليبراجد، بيكن   | 3.199         | 343.054             | 107,24             |
| 5. فيير      | فيير      | فير، لوشنيه، مالاكاستار         | 1.887         | 374.005             | 198,20             |
| 6. غيروكاستر | غيروكاستر | غيروكاستر، برمت، تبلنه          | 2.884         | 102.531             | 35,55              |
| 7. كورتشي    | كورتشي    | دوول، كولونيه، كورتشه، بوغراديك | 3.711         | 257.530             | 69,40              |
| 8. كوكس      | كوكس      | هاس، كوكس، تروبويه              | 2.374         | 79.289              | 33,40              |
| 9. لجه       | لجه       | كوربين، لجه، ميرديته            | 1.588         | 158.800             | 100                |
| 10. شكودر    | شكودر     | مالسي-ا-ماده، بوكه، شكودر       | 3.562         | 246.016             | 69,07              |
| 11. تيرانا   | تيرانا    | كاوايه، تيرانا                  | 1.652         | 800.199             | 484,38             |
| 12. فلوره    | فلوره     | دلوينه، سارانده، فلوره          | 2.706         | 211.734             | 78,25              |

## الجغرافيا

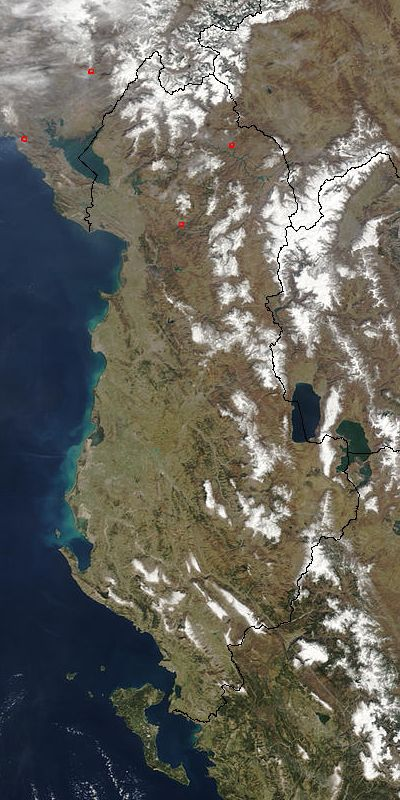
صورة قمر صناعي لألبانيا.

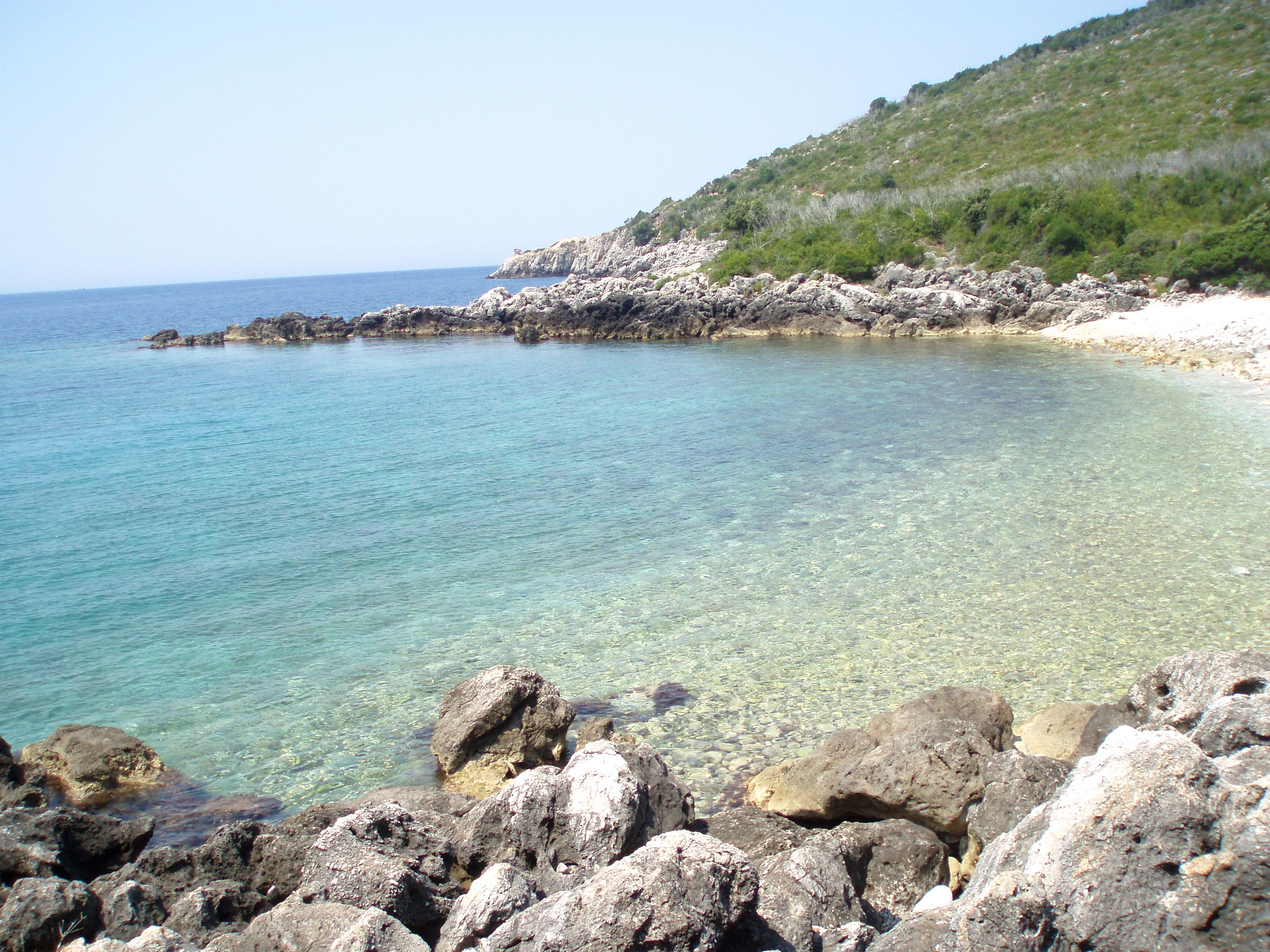
الخط الساحلي في هيماري.

تقع ألبانيا على طول البحر الأبيض المتوسط في شبه جزيرة البلقان في جنوب وجنوب شرق أوروبا
ويبلغ مجموع مساحة ألبانيا 28,748 كيلومتر مربع، ويبلغ طول ساحلها 362 كم يمتد على طول البحر الأدرياتيكي والبحر الأيوني. تقابل الأراضي المنخفضة في الغرب البحر الأدرياتيكي. 70% من البلاد منطقة جبلية وعرة ويصعب الوصول إليها في أغلب الأحيان من الخارج. أعلى جبال ألبانيا جبل كوراب ويقع في مقاطعة ديبرا، ويصل ارتفاعه إلى 2,753 متر (9,032 قدم) يملك البلد مناخًا قاريًا في المناطق عالية الارتفاع، بفصول شتاء باردة وفصول صيف حارة. وبالإضافة إلى العاصمة تيرانا فالمدن الرئيسية الأخرى هي دوريس، والباسان، وشكودير، وغيروكاستر، وفلورا، وكورتشي وكوكيس. في قواعد اللغة الألبانية، يمكن أن يكون للكلمة أشكال محددة وأخرى غير محددة، ينطبق هذا أيضا على أسماء المدن: فيمكن استخدام كل من تيرانا وتيرانا، وشكودير وشكودرا.

### الموقع
يحدها البحر الأدرياتيكي من الغرب، والجبل الأسود من الشمال الغربي، وكوسوفو من الشمال الشرقي، ومقدونيا الشمالية من الشرق، واليونان من الجنوب، والبحر الأيوني من الجنوب الغربي، تقع بين خطي عرض 42 درجة و39 درجة شمالاً وخطي طول 21 درجة و 19 درجة شرقًا، تشمل الإحداثيات الجغرافية فيرموش عند خط عرض 42 درجة و35 دقيقة و34 ثانية شمالاً كأقصى نقطة شمالاً، وكونييسبول عند خط عرض 39 درجة و40 دقيقة و0 ثانية شمالاً كأقصى نقطة جنوبًا، وسازان عند خط طول 19 درجة و16 دقيقة و50 ثانية شرقًا كأقصى نقطة غربًا، وفيرنيك عند خط طول 21 درجة و1 دقيقة و26 ثانية شرقًا كأقصى نقطة شرقًا. تقع أكبر وأعمق ثلاثة بحيرات تكتونية في شبه جزيرة البلقان جزئيا في ألبانيا، فمساحة سطح بحيرة شكودير في الشمال الغرب للبلاد تختلف ما بين 530 كم 2. يقع ثلث هذه المساحة في ألبانيا والثلثان في جمهورية الجبل الأسود. يمتد ساحل البحيرة الألباني بطول 57 كـم (35 ميل). تقع بحيرة أوخريد في جنوب شرق البلاد وهي بين ألبانيا وجمهورية مقدونيا. لديها عمق أقصى يقدر ب289 متر ومجموعة متنوعة من النباتات والحيوانات النادرة و«الحفريات الحية» والعديد من الأنواع المستوطنة. تقع بحيرة أوخريد تحت حماية منظمة اليونسكو. لما لها من قيمة تاريخية وطبيعية.

### الطبيعة
أكثر من ثلث أراضي ألبانيا (أي حوالي 10,000 كيلومتر مربع (2.5 مليون فدان) هي مناطق غابات والبلد غني جدا بالنباتات. تنمو حوالي 3000 نوع من أنواع النباتات المختلفة في ألبانيا، ويستخدم كثير منها للأغراض الطبية. يقرر علم الجغرافيا النباتية أن ألبانيا تنتمي إلى المملكة البوريلية، وتتقاسمها المقاطعات الادرياتيكية والشرق متوسطية من منطقة البحر الأبيض المتوسط، والمقاطعة الإليرية من المنطقة السيركامبوريلية. واستنادا إلى الصندوق العالمي للطبيعة والخرائط الرقمية للمناطق الإيكولوجية الأوروبية والذي يمول من قبل الوكالة الأوروبية للبيئة، فإن أراضي ألبانيا يمكن تقسيمها إلى ثلاثة مناطق إيكولوجية: الغابات الإيليرية النفضية وغابات جبال بيندوس المختلطة وغابات جبال ديناريك المختلطة. تضم الغابات مجموعة واسعة من الثدييات، بما فيها الذئاب والدببة والخنازير البرية والشمواة. أما حيوانات الوشق والقطط البرية والصنوبر مارتن والظربان فهي نادرة، ولكنها باقية على قيد الحياة في بعض أنحاء البلاد.

### المناخ

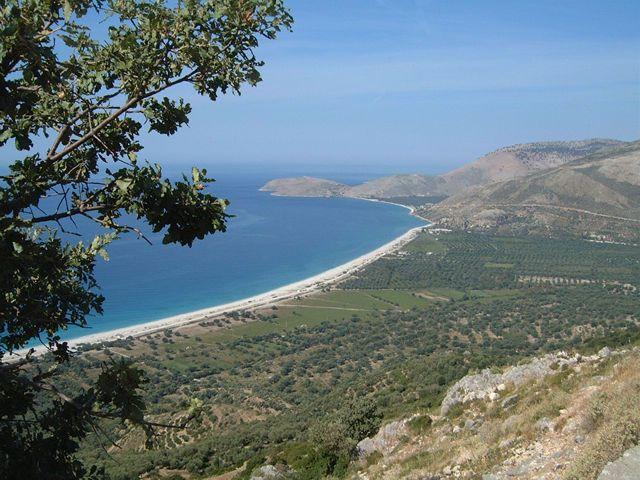
الساحل قرب ساراندي.

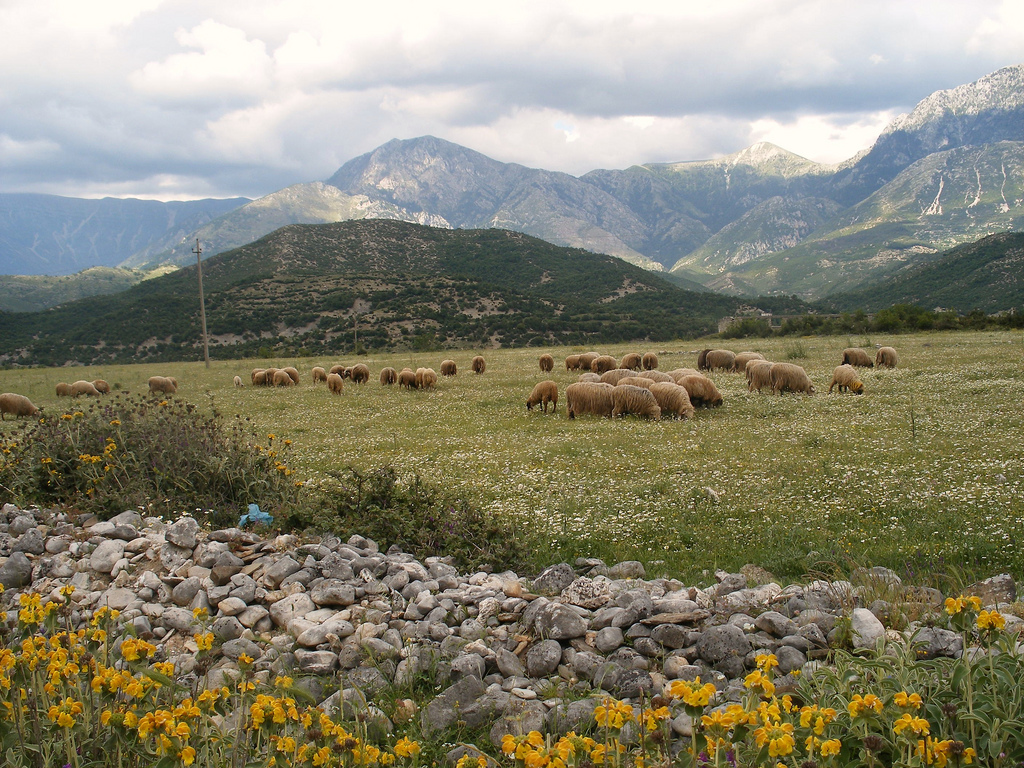
الطبيعة الألبانية.

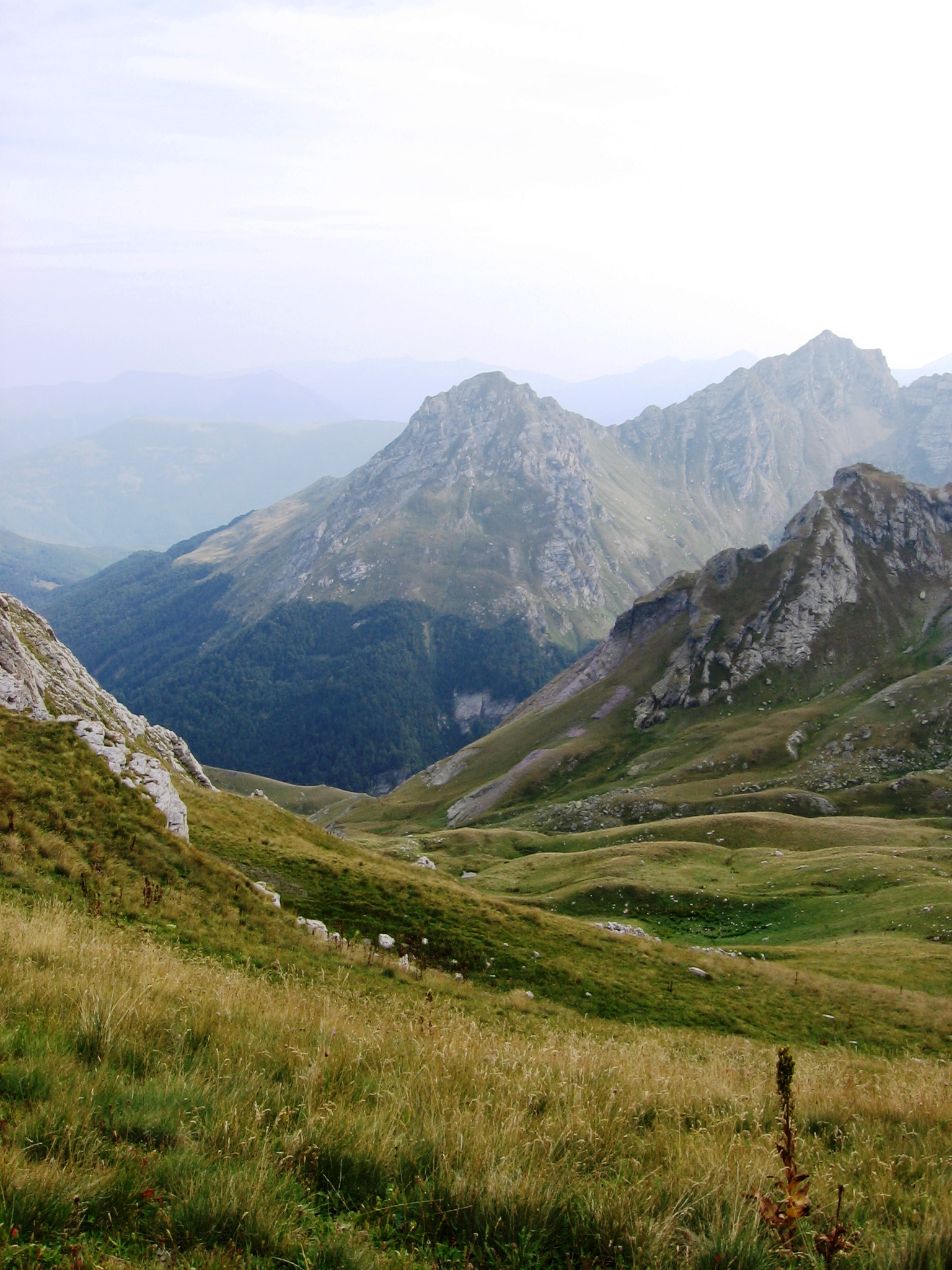
سلاسل جبال كوراب.

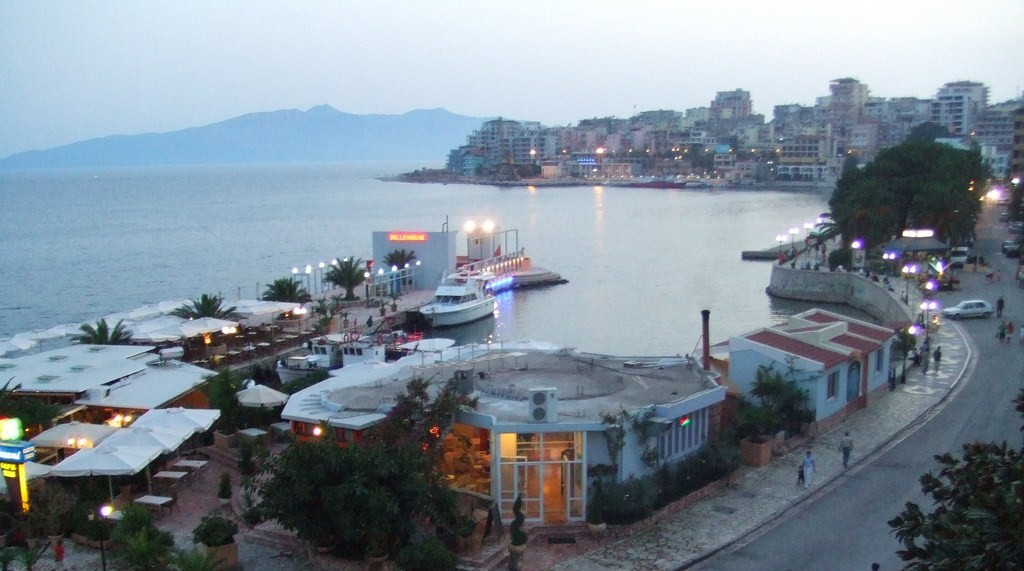
خليج ساراندي.

تصنيف كوبن للمناخ لألبانيا.
مناخ البحر الأبيض المتوسط الحار
مناخ البحر الأبيض المتوسط الدافئ
مناخ شبه استوائي
مناخ محيطي
مناخ قاري
مناخ شبه القطب الشمالي

تملك ألبانيا عدداً كبيراً من المناطق المناخية بالنسبة لمساحتها الضئيلة. فتواجه سواحلها البحر الأدرياتيكي والبحر الأيوني، وتقع مرتفعاتها على المرتفع البلقاني، وتقع البلاد بأسرها على خط عرض يتعرض لمجموعة متنوعة من الأنماط المناخية خلال فصلي الشتاء والصيف. فعادة ما يكون طقس المناطق الساحلية المنخفضة بحرياً متوسطياً؛ أما المرتفعات فيكون مناخها متوسطي قاري. ويختلف المناخ في كل ٍ من المناطق المنخفضة الداخلية اختلافا شاسعا بين الشمال والجنوب.
فهناك شتاء معتدل في الأراضي المنخفضة، قد يبلغ في المتوسط نحو 7 درجات مئوية. بينما متوسط درجات الحرارة في الصيف 24 درجة مئوية. وفي الأراضي المنخفضة الجنوبية، يبلغ متوسط درجة الحرارة 5 درجات مئوية أعلى طوال العام. فالفرق أكبر من 5 درجات مئوية خلال فصل الصيف، وهو إلى حد أقل في فصل الشتاء.
تتأثر درجات الحرارة الداخلية أكثر بالاختلافات في الارتفاع عن الاختلافات في خط العرض أو أي عوامل أخرى.و سبب انخفاض درجات الحرارة في فصل الشتاء في الجبال كتلة الهواء القاري الذي يسيطر على الأحوال الجوية في شرق أوروبا والبلقان. فتهب الرياح في الشمال والشمال الشرقي الكثير من الوقت. وتقل متوسط درجات الحرارة في فصل الصيف عما هي عليه في المناطق الساحلية، وهي أقل من ذلك بكثير في المرتفعات، ولكن التقلبات اليومية أكبر. درجات الحرارة القصوى أثناء النهار في الأحواض الداخلية وأودية الأنهار مرتفعة جدا، ولكن الليالي دائما ما تكون باردة.
متوسط التهطال ثقيل، وهذه نتيجة للتقارب بين تدفق الهواء السائد من البحر الأبيض المتوسط والكتلة الهوائية القارية. يسقط المطر أكثر في المرتفعات الوسطى. لأنها عادة ما تكون موقع اجتماع الهوائين وذلك في موقع ارتفاع التضاريس. تؤدي التيارات الرأسية (و التي تنشأ عندما يرتقي الهواء المتوسطي) إلى عواصف رعدية متكررة.كثير من هذه العواصف مصحوبة برياح محلية مرتفعة وهطول سيول قوية.
عندما تكون الكتلة الهوائية القارية ضعيفة، تسقط الرياح المتوسطية أمطارها في مناطق داخلية أكثر. عندما تهيمن كتلة هوائية قارية، ينسكب الهواء البارد على الأراضي المنخفضة، ويحدث هذا في أغلب الأحيان في فصل الشتاء. يسبب انخفاض درجات الحرارة في هذا الموسم تلف أشجار الزيتون والحمضيات، لذا تقتصر الكروم والبساتين على أماكن أقل تعرضا من الناحية الجنوبية والغربية، وحتى في المناطق التي ترتفع فيها متوسط درجات الحرارة في فصل الشتاء.
يزيد متوسط هطول الأمطار في المناطق المنخفضة من 1000 ملم إلى أكثر من 1500 ملم سنويا، وتوجد المستويات العليا في الشمال. يهطل ما يقرب من 95% من المطر في الشتاء.
تهطال الأمطار أثقل في سلاسل المرتفعات الجبلية. لا توجد سجلات كافية لمتوسط التهطال، وتتفاوت التقديرات على نطاق واسع، ولكن المعدلات السنوية هي على الأرجح نحو 1800 ملم، وتصل إلى 2550 ملم في بعض المناطق الشمالية. والتباين الموسمي ليس كبيرا جدا في المنطقة الساحلية.
يصل المرتفعات الجبلية الداخلية تهطل أقل بكثير من المرتفعات المتوسطة. تتسبب اختلافات التضاريس في تنوعات واسعة، ولكن التوزيع الموسمي أكثر اتساقا من أي منطقة أخرى

## الاقتصاد
لا تزال ألبانيا بلدًا فقيرا بمعايير أوروبية شرقية. فقد بلغ نصيب الفرد من الناتج المحلي الإجمالي (و الذي يقدر بمعايير القدرة الشرائية) 25% من المتوسط في الاتحاد الأوروبي في عام 2008. ومع ذلك، فقد أظهرت ألبانيا إمكانات للنمو الاقتصادي، بتزايد عدد الشركات التي تنتقل هناك، وبزياد السلع الاستهلاكية المتاحة التي ترد من تجار الأسواق الناشئة في اطار العملية العالمية الحالية لخفض التكاليف. فقبرص وألبانيا هما الدولتان الوحيدتان اللتان سجلتا نموا اقتصاديا في الربع الأول من عام 2009. قال صندوق النقد الدولي في تقريره الأخير أن ألبانيا وقبرص سجلتا زيادة بنسبة 0.4% و0.3% لألبانيا ولقبرص على التوالي. تعتمد ألبانيا (التي كانت مصدرة للطاقة في وقت من الأوقات) على الطاقة الكهرمائية لشغل 53 في المئة من الطلب الكهربائي، وتوفر الواردات بقية احتياجاتها. وهدف الحكومة من إنشاء محطة طاقة نووية هو لجعل هذا البلد قوة في مجال الطاقة. وتخطط ألبانيا وكرواتيا لبناء محطة طاقة نووية مشتركة في بحيرة شكودير على مقربة من الحدود مع الجبل الأسود. انتقدت جمهورية الجبل الأسود هذه الخطة بسبب حركة الزلازل seismicity في هذه المنطقة.
حلّت ألبانيا في المركز 83 في مؤشر الابتكار العالمي عام 2023، وتراجعت للمركز 84 في مؤشر عام 2024.

## النقل والمواصلات
في أوائل التسعينيات، لم يبق من آثار التنمية النقلية التي جرت بعد الحرب العالمية الثانية إلا طرق مملوءة بالصخور، وخطوط سكك الحديدية غير مستقرة، وشبكة هاتف قد عفا عليها الزمن. فقد أبقى كره أنور خوجه للخارج وشهوته في السيطرة ألبانيا معزولة. ولكن مع ذلك، حولت ثورة الاتصالات العالم الواسع إلى قرية عالمية. حتى السفر الداخلي بلغ نوعا من الترف للكثير من الألبان خلال صعود الشيوعية.

### الطرق السريعة
المدن الرئيسية في البلاد مربوطة بطرق وطنية من الدرجة الأولى. فيربط طريق سريع بأربع حارات مدينتا تيرانا ودوريس ومدينة دوريس مع مدينة Lushnje. فألبانيا مشاركة في بناء ما تعتبره ثلاثة ممرات رئيسية للنقل. الأولوية الرئيسية الآن هي بناء طريق دوريس - بريشتينا السريع من أربع حارات والذي سيربط بين كوسوفو مع ساحل ألبانيا الأدرياتيكي. اكتمل الجزء من الطريق السريع الذي يربط بين شمال شرق ألبانيا على الحدود مع كوسوفو في يونيو 2009، مما أدى إلى خفض الوقت اللازم للوصول إلى كوسوفو من دوريس من ست ساعات إلى ساعتين. ولكن الطرق في شمال غرب ألبانيا لا تزال في حالة سيئة اعتبارًا من صيف عام 2009. فيستغرق حوالي ساعة ونصف الساعة لقطع مسافة 35 كيلومترًا من حدود الجبل الأسود لشكودر. وتجدر الإشارة أيضا إلى أنه لا توجد أي إشارات طرق أو إشارات مرور داخل وحول هذه المدينة. والأولوية الثانية هي بناء ممر أوروبا 8 الذي سيربط بين ألبانيا وجمهورية مقدونيا واليونان. أما الأولوية الثالثة بالنسبة للحكومة فهي بناء محور البلاد الشمال -جنوبي؛ يشار إليه باسم الطريق الأدرياتيكي والأيوني، لأنه جزء من الطريق السريع الإقليمي الذي يربط كرواتيا مع اليونان على طول سواحل البحر الأدرياتيكي والبحر الأيوني. ومن المتوقع قبل نهاية العقد الحالي أن تبنى الغالبية العظمى من هذه الممرات الثلاثة. وعندما يتم الانتهاء من الممرات الثلاثة، سيكون لألبانيا 759 كيلومترا من الطريق السريع الذي يربطها مع جيرانها.

### الخطوط الجوية

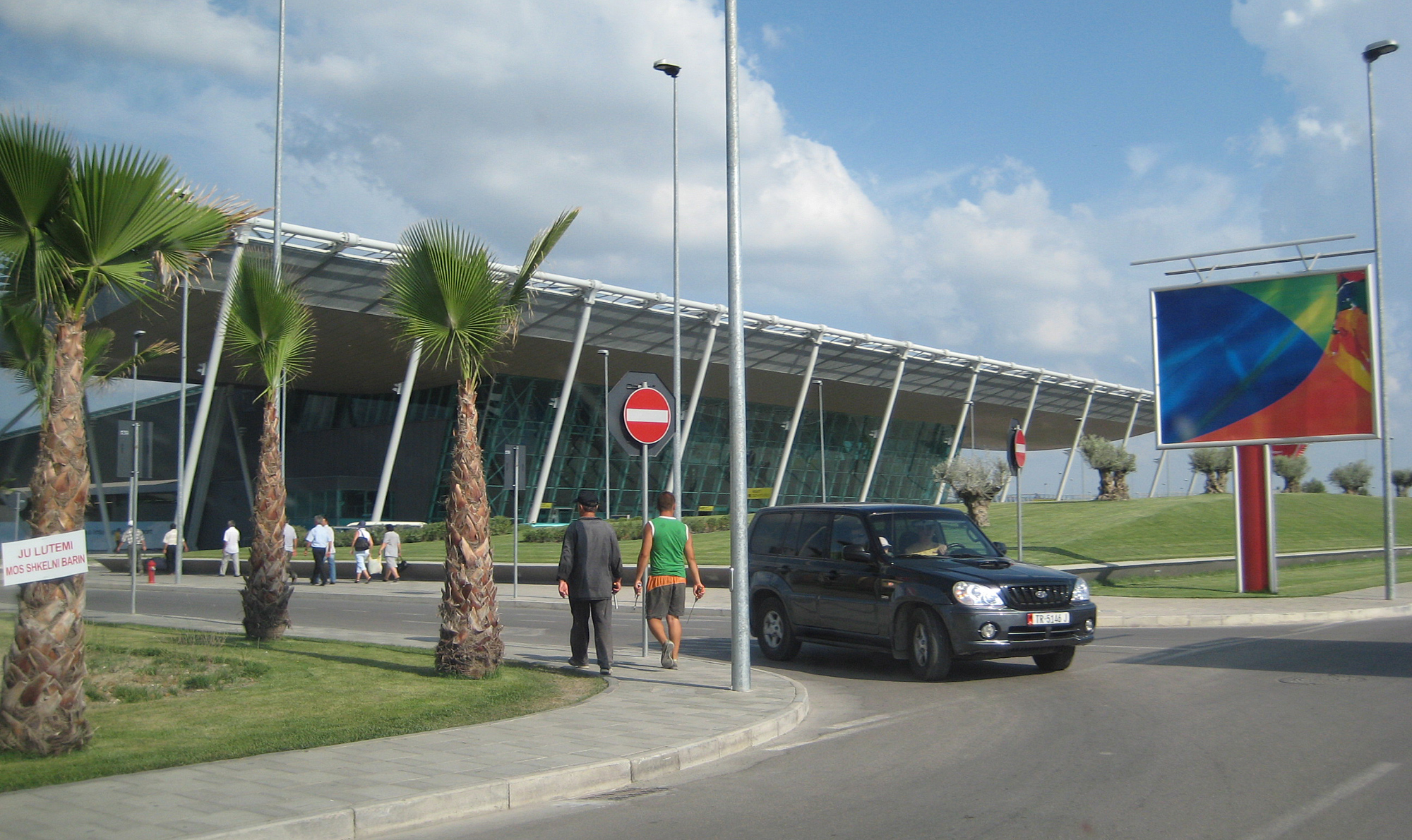
مطار تيرانا نيني تريزا.

وقعت الحكومة الألبانية اتفاقا مع اليونان في عام 1977، لفتح أول الرحلات الجوية مع أوروبا غير الشيوعية. ونتيجة لذلك، كانت الخطوط الجوية الأولمبية هي أول شركة طيران غير شيوعية تطير في ألبانيا. وبحلول عام 1991 كان لتيرانا رحلات جوية مع العديد من كبرى المدن الأوروبية، بما فيها باريس وروما وزيوريخ وفيينا وبودابست. يخدم تيرانا مطار صغير وهو مطار تيرانا نيني تريزا والذي يقع على بعد ثمانية وعشرين كيلومترا من العاصمة في قرية ريناس. لم يكن لألبانيا خدمات جوية داخلية منتظمة. وأطلق مشروع فرنسي ألباني مشترك أول شركة طيران خاصة، شركة آدا للطيران، في عام 1991. وعرضت الشركة رحلاتها في طائرات لست وثلاثين راكبا لمدة أربعة أيام من كل أسبوع بين تيرانا وباري في إيطاليا وخدمة استئجار للوجهات المحلية والعالمية. تملك ألبانيا مطارا دوليا واحدا اعتبارًا من عام 2007: مطار تيرانا نيني تريزا. ويرتبط المطار ب29 وجهة عن طريق 14 شركة طيران. وشهد ارتفاعا كبيرا في عدد الركاب وحركة الطائرات منذ أوائل التسعينات. في كانون الأول / ديسمبر 2007، يعتبر المطار قد خدم ما يزيد على مليون راكب و43 إقلاعا وهبوطا في اليوم الواحد.

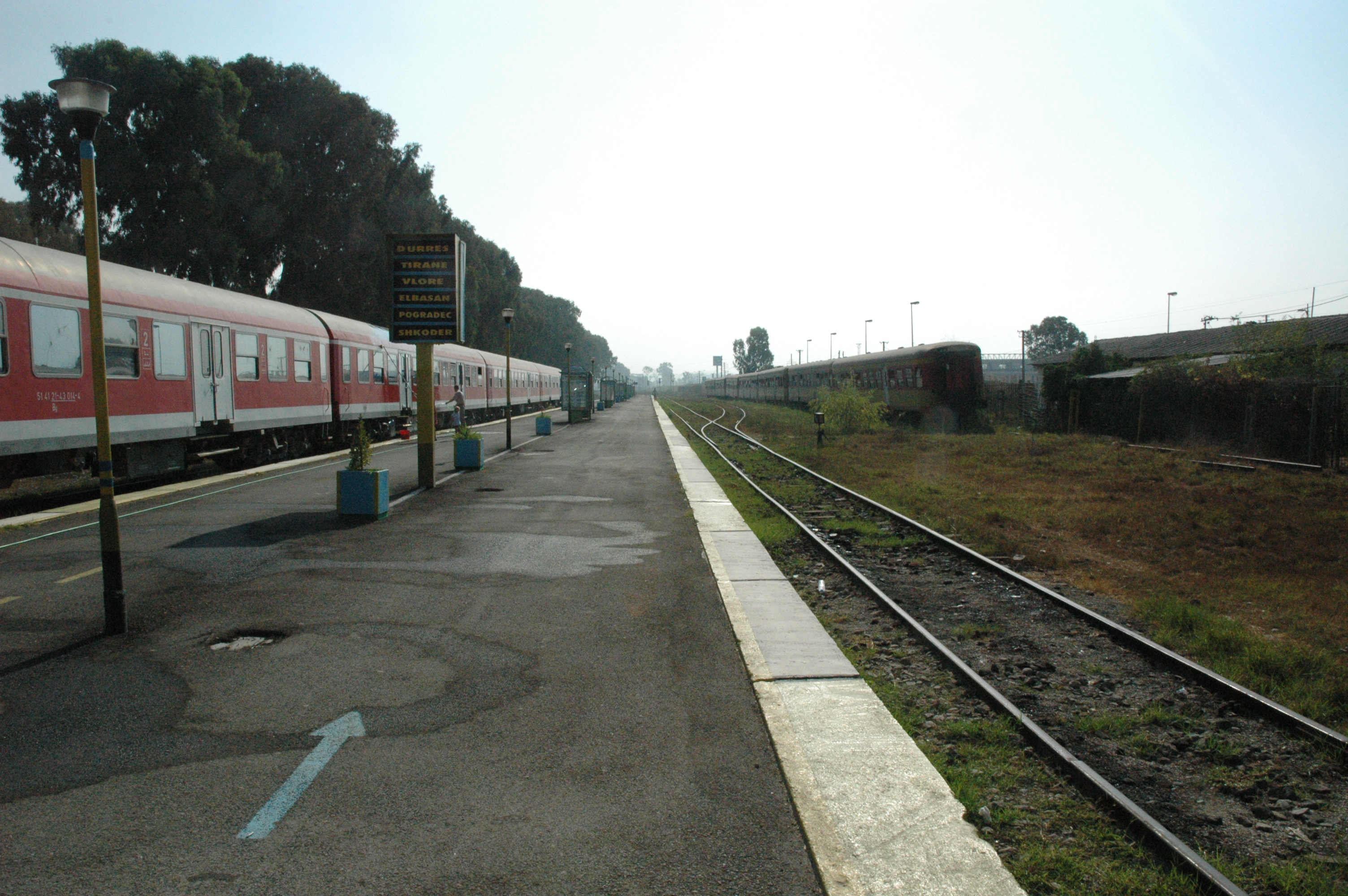
قطار في الخط بين دوريس وتيرانا.

### السكك الحديدية
عززت شبكة السكك الحديدية على نطاق واسع من قبل نظام أنور خوجه الاستبدادي، فخلال هذه الفترة كان استخدام وسائل النقل الخاصة محظورا بشدة. منذ انهيار النظام السابق، كانت هناك زيادة كبيرة في ملكية السيارات واستعمال الحافلات. في حين أن بعض الطرق في البلاد لا تزال في حالة سيئة جدا، كانت هناك تطورات أخرى (مثل بناء الطريق السريع بين تيرانا ودوريس) الذي أخذ الكثير من حركة المرور بعيدا عن السكك الحديدية. تدير شركة سكك حديد وطنية خط السكة الحديد في ألبانيا (Hekurudha Shqiptare) (ويعني الاسم السكك الحديدية الألبانية). وتشغل شركة نظام 1٬435 mm (4 ft 81⁄2 in) (معيار قياسي) للسكك الحديدية الألبانية. ويتم نقل جميع القطارات بقاطرات الديزل والكهرباء التشيكية الصنع ČKD.

### طريق دوريس - كوكيس - مورين السريع (من ألبانيا إلى كوسوفو)
كان هناك الكثير من النقاش والجدل والاهتمام في هذا القسم الصغير (170 كم) من الطرق السريعة الألبانية، الذي يهدف إلى خلق صلة جديدة فائقة السرعة بين دوريس على الساحل الادرياتيكي إلى مورين على حدود كوسوفو. فالوقت الذي تأخذه القيادة حاليا بين كوكيس ودوريس هو 6-7 ساعات، ولكن بمجرد الانتهاء من هذا الطريق السريع الجديد سيكون الوقت ساعتين فقط. ومن المتوقع الانتهاء من الطريق بنهاية عام 2009. سيكون طول الطريق عندما يمد إلى بريشتينا حوالي 250 كيلومترًا. الهدف من بناء الطريق، وفقا لما ذكرته وزارة النقل، هو تخفيض تكاليف النقل وتقليل الحوادث، وتحسين حركة السير. فهو أكبر وأغلى مشروع من مشاريع البنية التحتية في ألبانيا. كان هناك الكثير من الجدل والفضائح في هذا المشروع أيضا، بسبب ارتفاع تكاليف البناء الذي أدى إلى عدة اتهامات بالفساد. فكانت التكاليف المتوقعة في البداية حوالي 400 مليون يورو، ولكن التكلفة قد تخطت حتى الآن 800 مليون يورو، على الرغم من أن الحكومة لم تعلن بعد عن التكلفة الدقيقة للإنشاء.
ويبدأ بناء الجزء من مورين إلى بريشتينا في ربيع 2009.

## التركيبة السكانية

### دراسات وإحصائيات سكانية

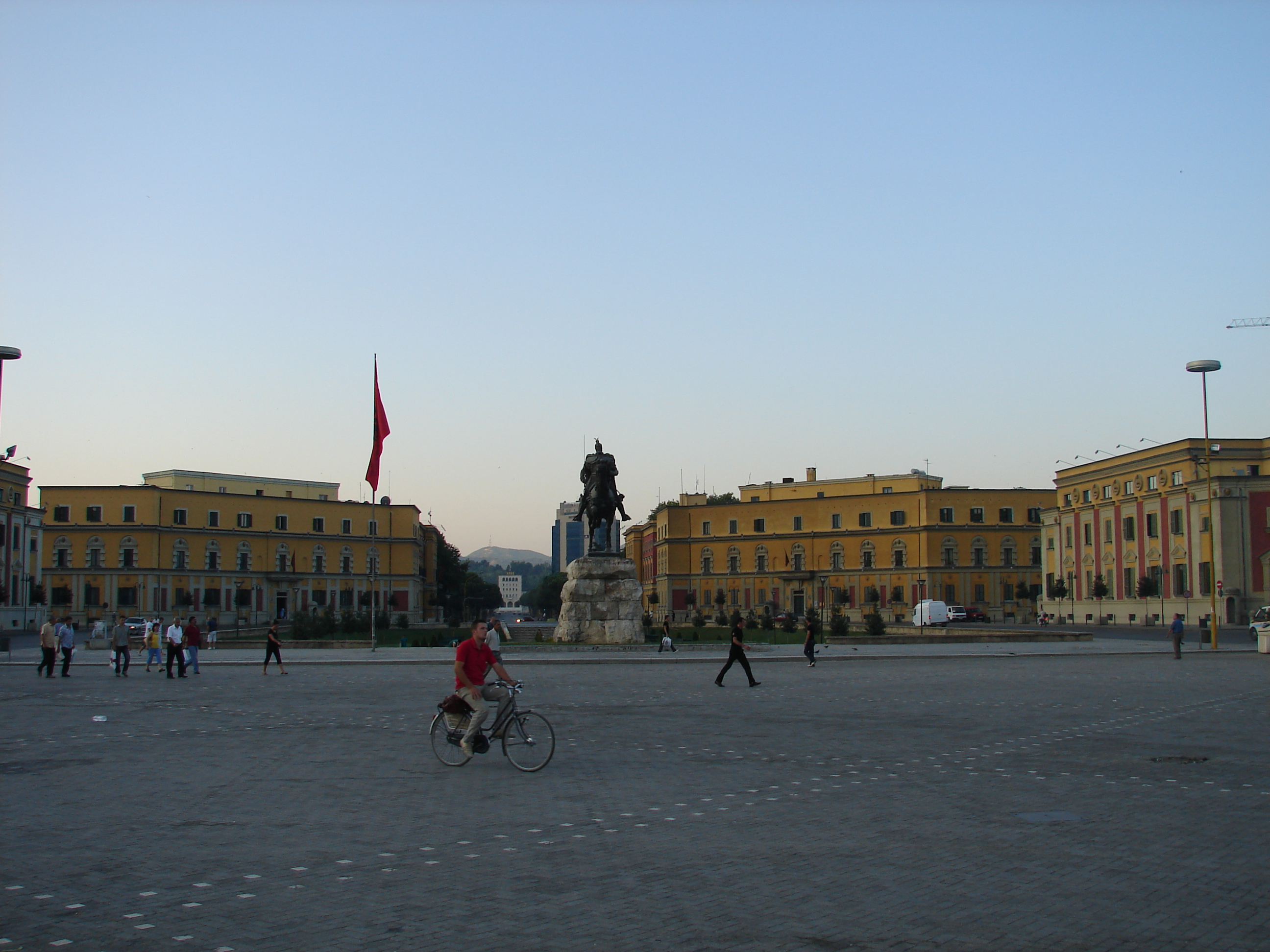
تيرانا.

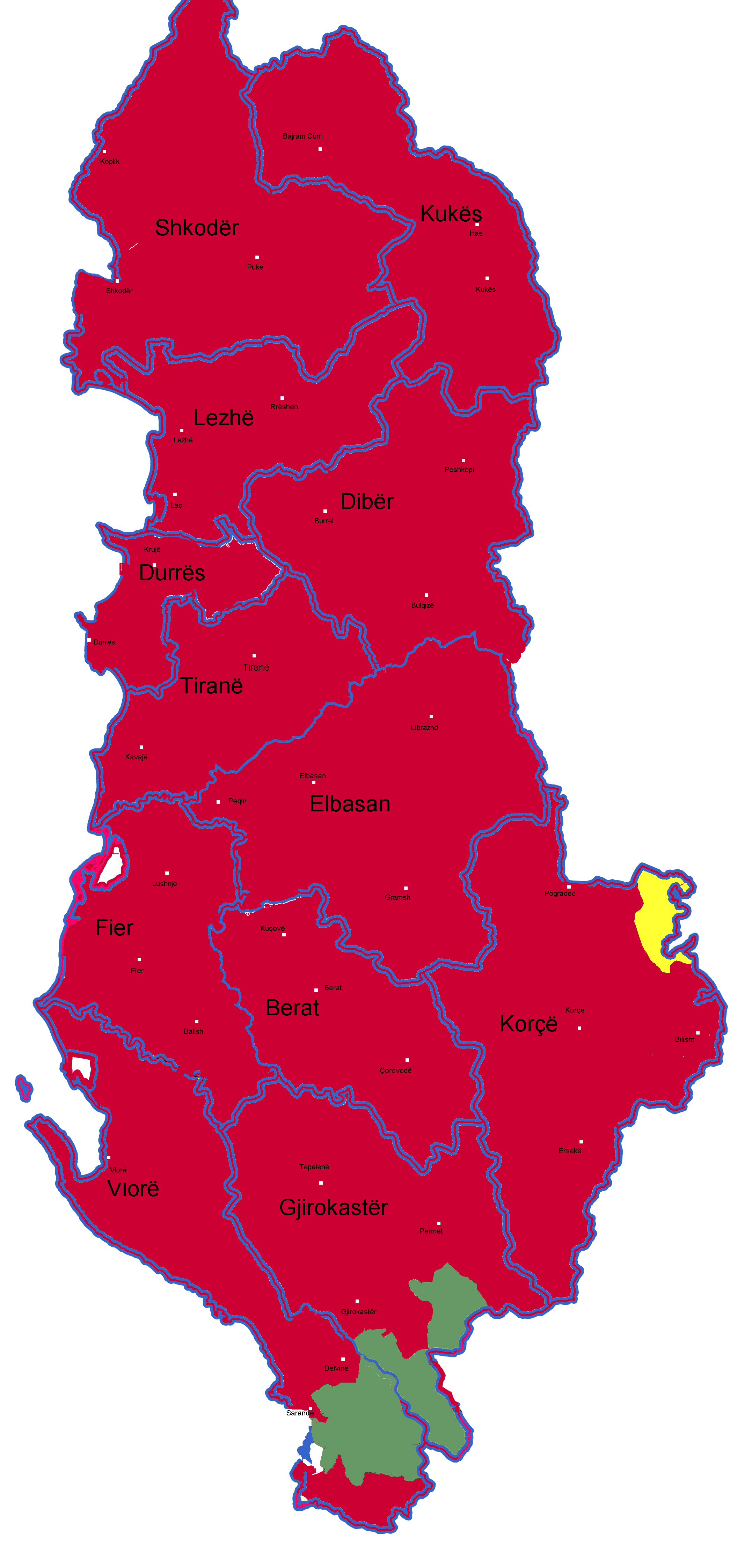
التكوين العرقي لألبانيا.

تتمتع ألبانيا بواحدة من أعلى معدلات العمر المتوقع في العالم، 77.43 سنة. يعتبر المجتمع الألباني مجتمعا شابا، فيبلغ متوسط العمر 28.9 سنة. واجه السكان الألبان بعد عام 1990
ظواهر جديدة مثل الهجرة، والذي أثر كثيرًا على التوزيع حسب المناطق والمحافظات. فشهدت المناطق في الشمال تناقصا في عدد السكان، في حين زاد العدد في تيرانا ودوريس. كان عدد سكان ألبانيا 3٬152٬600 يوم 1 يناير 2007 وأصبح 3170048 في 1 كانون الثاني / يناير 2008. وتقدر مصادر بديلة أن التعداد في يوليو 2009 هو 3639453، بمعدل نمو سنوي قدره 0.546 في المئة. ألبانيا هي دولة متجانسة عرقيا إلى حد كبير مع تواجد صغير للأقليات العرقية. فغالبية السكان من العرقية الألبانية (98.6%). وتشمل الأقليات اليونانيون (1.17%) وغيرهم (0.23%) (الفلاش والمقدونيين والغجر والبلغار والمصريون البلقان والصرب). هناك خلاف في حجم الأقلية اليونانية حيث تزعم الحكومة الألبانية ان تعداد الأقلية 60000 فقط، في حين تدعي الحكومة اليونانية أن الرقم 300000. تعتبر أغلب المصادر الغربية أن حجم الأقلية اليونانية هو حوالي ~ 2% من السكان
اللغة السائدة هي الألبانية، مع وجود لهجتين رئيسيتين هما الغيغ والتوسك Gheg و Tosk. كما أن العديد من الألبان يجيدون الإنجليزية أو الإيطالية أو اليونانية أو الألمانية.

### الدين

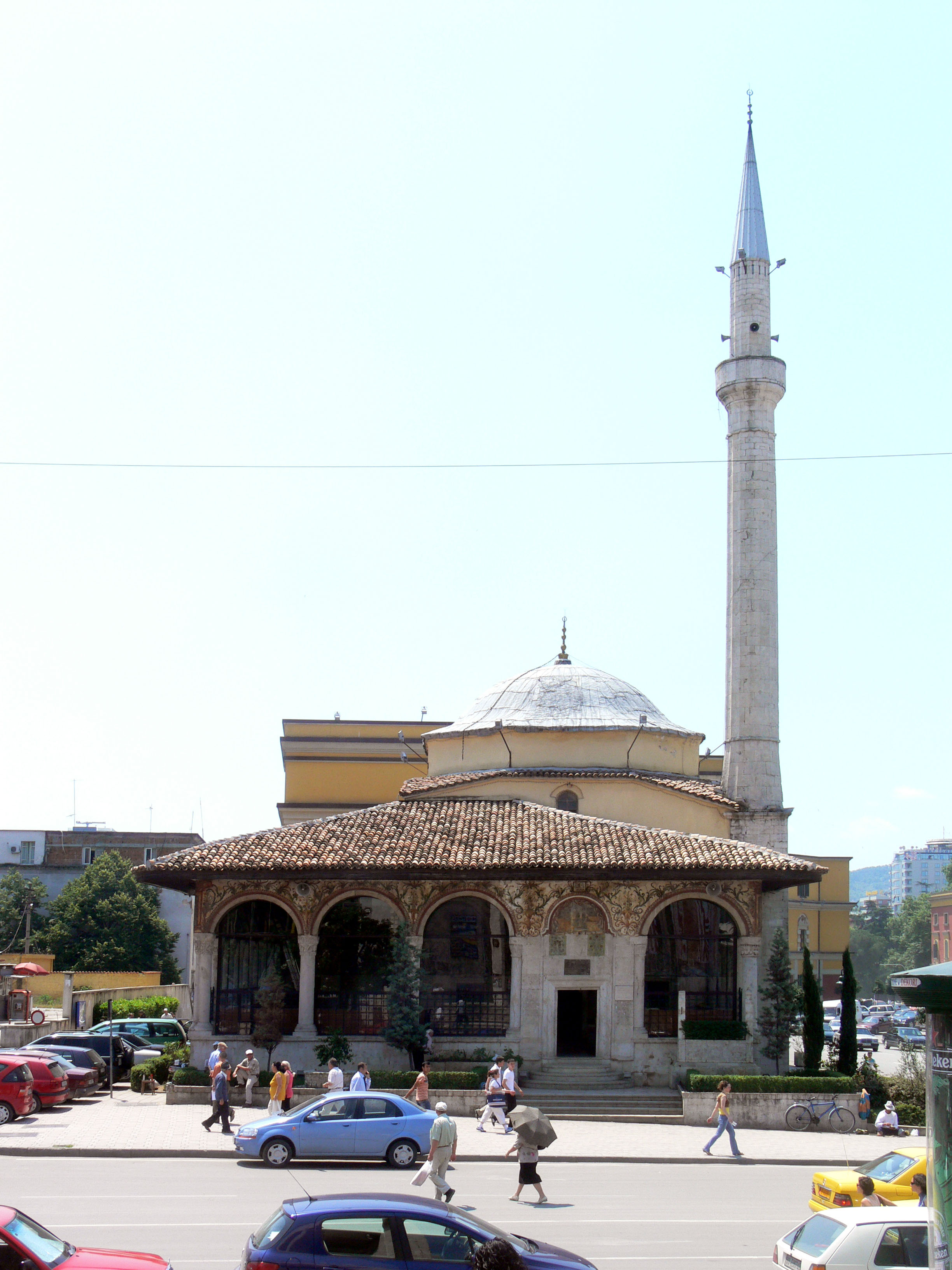
مسجد أدهم باي في تيرانا.

بالرغم من أن معظم الألبان لا يزالون منضمين إلى جماعات دينية كالمسلمين والمسيحيين، فإن الأغلبية لا تشارك في الشعائر الدينية. فوفقا لآخر الإحصاءات، وبناء على بيانات حكومة الولايات المتحدة الأمريكية، فإن معظم الألبان اليوم غير متدينين.[68][68]
وقد نتج عن مسح احصائي البيانات التالية:
- 56.70% مسلمون (مسلمون سنة).[73]
- 2.09%: مسلمون بكتاشيون.[73]
- 20.00%: مسيحيون أرثوذكس.
- 6.09%: رومان كاثوليك.
- 0.6%: مسيحيون بروتستانت.
- 0.1%: إنجيليون.
- 0.6%: آخرون.[74]

بينما تقول قاعدة البيانات المسيحية "World Christian Database" إن حوالي 64% من الألبان هم من المسلمين والمسيحيون 29.8% واللاأدريون 5.3% واللادينيون 0.7% فيما البهائيون 0.2%.
بعد الاستقلال من الإمبراطورية العثمانية عام 1912، اتبعت الأنظمة الجمهورية الألبانية، ولاحقا الملكية والشيوعية منهجا منظما لفصل الدين عن المهام الرسمية، والحياة الثقافية. فلم يكن لألبانيا دين رسمي للدولة كجمهورية أو كمملكة. فقد تم إضعاف رجال دين جميع الطوائف في في ظل النظام الملكي، وتم القضاء عليهم في نهاية المطاف خلال الأربعينيات والخمسينيات، في سياسة الدولة لطمس كل مظاهر الدين النظامي في الحدود الألبانية.
انتشرت المسيحية في المراكز الحضرية في منطقة ألبانيا في فترة متأخرة من الإمبراطورية الرومانية. كانت في منافسة مع الثقافة والممارسات الوثنية الإليرية حتى القرون الوسطى. وأدى النمو المطرد للمجتمع المسيحي في Dyrrhachium (الاسم الروماني لEpidamnus)إلى قيام الأسقفية المحلية في 58 ميلادية. وفي وقت لاحق، تم إنشاء مقاعد الأسقفية في أبولونيا وبوترينت وسكودرا.
بعد تقسيم الإمبراطورية الرومانية في عام 395 ميلادية، سقطت ألبانيا إداريا تحت مظلة الإمبراطورية الرومانية الشرقية، ولكن مسيحيي ألبانيا ظلوا يعتمدون على روما كنسيا. وبعد ستة قرون، ونتيجة للانقسام النهائي في عام 1054 بين الكنائس الغربية والشرقية، وقعت الكنائس والمسيحيين في جنوب ألبانيا تحت سلطة البطريرك المسكوني في القسطنطينية، بينما وقعت التي في الشمال تحت إشراف البابا في روما. قمع النظام الشيوعي الذي سيطر على ألبانيا بعد الحرب العالمية الثانية الشعائر الدينية والمؤسسات الدينية وحظرها تماما لدرجة أن ألبانيا أعلنت رسميا أنها أول دولة ملحدة في العالم. ولكن عادت الحرية الدينية إلى ألبانيا منذ تغيير النظام في عام 1992. يتواجد المسلمون الألبان (65-70%) في جميع أنحاء البلاد في حين يتركز المسيحيون الأرثوذكس (20-25%) في الجنوب والكاثوليك (10%) في شمال البلاد. لا توجد بيانات موثوقة عن المشاركة الفعالة في الخدمات الدينية الرسمية، ولكن التقديرات تتراوح بين 25% إلى 40%.

### الأعياد والعطلات الرسمية
بالتاريخ الميلادي:
- 1 يناير: رأس السنة الميلادية
- 22 مارس: عيد النوروز
- 1 مايو: عيد العمال
- 19 أكتوبر: يوم الأم تيريزا
- 30 نوفمبر: عيد الاستقلال
- 1 ديسمبر: عيد التحرير
- 25 ديسمبر: عيد الميلاد المجيد

بالتاريخ الهجري:
- 1 محرم: رأس السنة الهجرية
- 12 ربيع الأول: المولد النبوي الشريف
- 27 رجب: الإسراء والمعراج
- 1 شوال: عيد الفطر
- 10 ذو الحجة: عيد الأضحى

## الثقافة

### الموسيقى والفولكلور

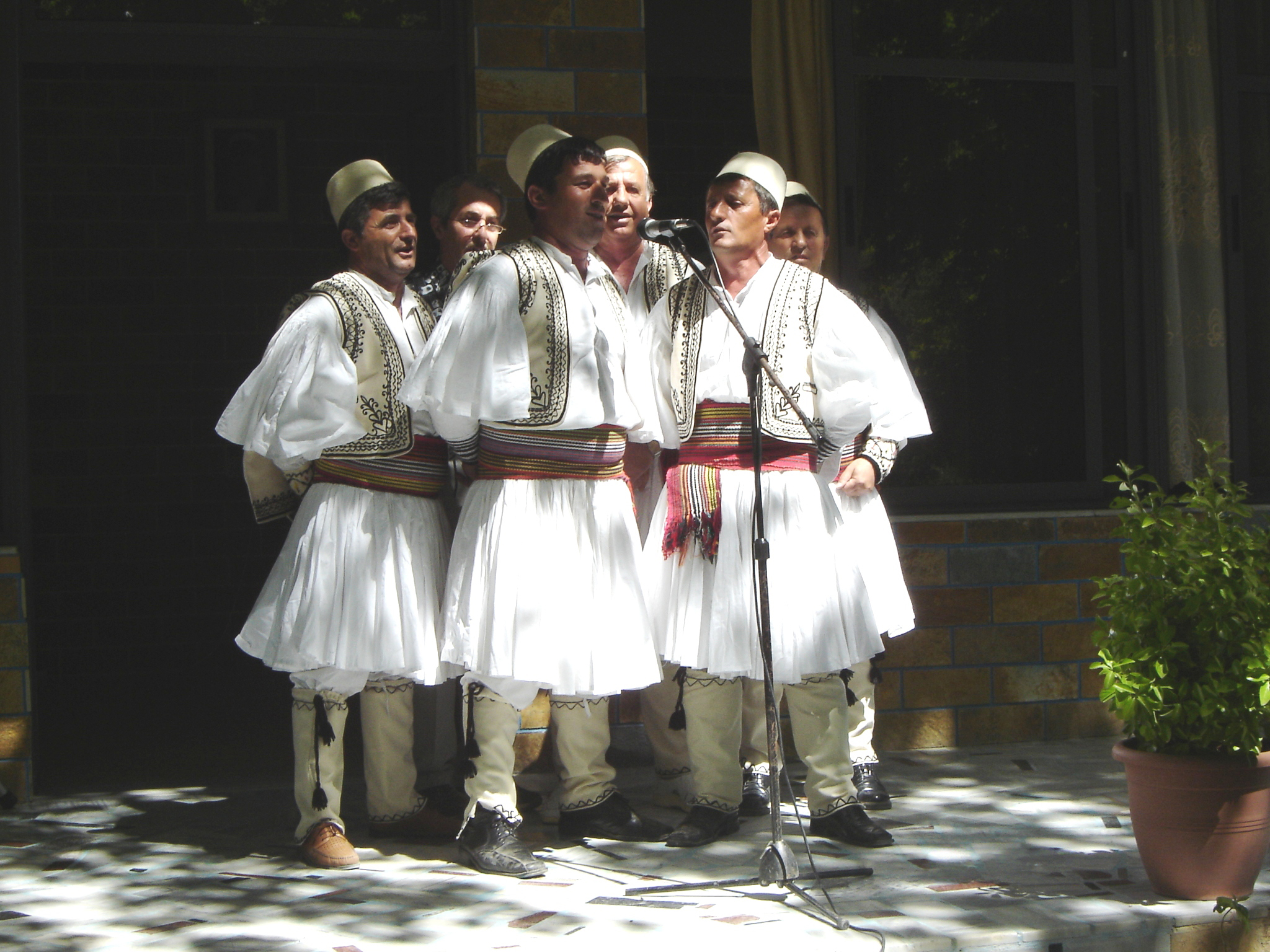
فرقة رجال شعبية في سكرابار.

تنقسم الموسيقى الشعبية الألبانية إلى ثلاثة أنماط، مع وجود غيرها من المناطق المهمة في مجال الموسيقى حول شكودير وتيرانا؛ الأنماط الرئيسية هي Gheg في الشمال ولابز وتوكس في الجنوب. هناك تباين واضح بين الوعورة والبطولية في أغاني الشمال مقابل اللهجة الهادئة والرقيقة والجميلة بشكل استثنائي في الجنوب. هذه الأنماط المتباينة هي موحدة «بأن الطاقة التي أعطاها الفنانون والمستمعون على حد سواء إلى موسيقاهم باعتبارها وسيلة للتعبير الوطني ونقل السرد التاريخي الشفوي»، وكذلك استخدام خصائص معينة، مثل استخدام الإيقاعات الغامضة (3 / 8، 5 / 8 و10 / 8). قام جيتير دونجو بأول تجميع للأغاني الألبانية الشعبية في عام 1940.
- يمكن تقسيم الأغاني الشعبية الألبانية إلى مجموعات رئيسية: كملاحم الشمال البطولية، والتهويدات عذبة اللحن وأغاني الحب وموسيقى الزفاف وأغاني العمل وأنواع أخرى من الأغاني. وتمثل موسيقى مختلف الأعياد والعطل جزاء هاما من الأغنية الشعبية الألبانية، لا سيما تلك التي تحتفل بيوم القديس لازاروس (llazore)، والتي تفتتح الربيع. التهويدات والتأسفات هما نوعان مهمان جدا من الأغاني الشعبية الألبانية، وعادة ما تقوم بها امرأة منفردة.[77]

### اللغة والأدب
أثبت فقيه اللغة الألماني فرانز بوب في عام 1854 أن الألبانية إحدى اللغات الهندية الأوروبية. وتمثل اللغة الألبانية فرعا خاصا من أسرة اللغات الهندية الأوروبية.
يعتقد بعض العلماء أن الألبانية مستمدة من الإيليرية في حين أن البعض الآخر يدعي أنها مستمدة من الداكو-ثراكية. (وربما يكون هناك ارتباط قديم بين اللغتين، انظر الثراكو-إيليرية.)

### الرسم
ولرسم علاقات أطول، فإن الألبانية كثيرا تقارن بالبالتو- سلافية من جهة، والجرمانية من جهة أخرى، وكلاهما يشارك الألبانية في عدد من اللسانيات (isoglosses). علاوة على ذلك، فقد حققت الألبانية تطورا في حروف اللين حيث تحولت ال (o) المشددة الطويلة إلى (a)، تشبه في ذلك البالتو-سلافية إلى حد كبير، بينما هي عكس الجرمانية. كما اتخذت الألبانية الاسم الموصول (jos) وسيلة مبتكرة وحصرية لتأهيل الصفات، بطريقة مماثلة لاستخدام البالتو-سلافية لهذه الكلمة كنهاية محددة للصفات.
- بدأ التعبير عن المقاومة الثقافية من خلال وضع اللغة الألبانية في مجال النصوص والمنشورات الكنسية، وذلك بالأساس في المنطقة الكاثوليكية الاعترافية في الشمال، وأيضا بالنسبة للأرثوذكس في الجنوب. فقد نشطت الإصلاحات البروتستانتية آمال تطوير اللغة المحلية والتقاليد الأدبية عندما قام رجل الدين جون بوزوكو بإدخال الطقوس الكاثوليكية في اللغة الألبانية، حيث حاول أن يقدم للغة الألبانية ما قدمه لوثر للألمانية.
- يعتبر كتاب مشاري (القداس) لرجل الدين جون بوزوكو، والذي نشر له في عام 1555 أول عمل أدبي مكتوب الألبانية. ولا بد من أن يكون المستوى الراقي للغة الكتاب، وتهجئته المستقرة نتيجة لتقاليد سابقة في كتابة الألبانية، وهو تقليد غير معروف. ولكن هناك بعض الأدلة المجزأة، والتي تعود إلى ما قبل Buzuku، والتي تشير إلى أن الألبانية كانت تكتب على الأقل منذ القرن الرابع عشر. وأول دليل معروف يعود تاريخه إلى عام 1332 م، ويتناول الدومينيكاني الفرنسي ويليام آدم، رئيس أساقفة Antivari، والذي كتب في تقرير نشر باللاتينية أن الألبانيون يستخدمون الحروف اللاتينية في الكتب، على الرغم من اختلاف لغتهم تماما عن اللاتينية. ويشارك خصوصًا في دعم هذا: صيغة التعميد (Unte paghesont premenit Atit ét Birit ét spertit senit) من عام 1462، والتي كتبت بالألبانية داخل نص لاتيني على يد أسقف من دوريس يدعى بال إنجيلي؛ ومَسرَدُ كلمات به كلمات ألبانية من قبل 1497 كتبه أرنولد فون هارف، وهو ألماني سافر عبر ألبانيا، وبقايا من الكتاب المقدس من إنجيل متى من القرن الخامس عشر، مكتوبة بالألبانية، ولكن بحروف يونانية.
- ليست الكتابات الألبانية من هذه القرون نصوصا دينية فحسب، ولكنها سرود تاريخية أيضًا. فيشير إليها العالم الإنساني مارين بارليتي، والذي يؤكد في كتابه «حصار شكودير» أنه تصفح هذه الأخبار المكتوبة بلغة الشعب. وعلى الرغم من العقبات التي ولدتها مكافحة الإصلاح التي كانت معارضة لتطوير اللغات الوطنية عن طريق الطقوس المسيحية، فإن هذه العملية استمرت دون انقطاع. خلال القرنين السادس عشر والسابع عشر، نُشر كتب منها: التعبير الشفوي «التعاليم المسيحية» (1592) ل«ليكي ماترينجا» - «المذهب المسيحي» (1618) و«التقليد الروماني» (1621) لبيتر بودي (وهو الكاتب الألباني الأول للنثر والشعر) - «اعتذار لجورج كاستريوت» (1636) لفرانج باردي (والذي نشر قاموسا وفولكلوريات من صنعه) - والدراسة العقدية الفلسفية «فريقٌ من الأنبياء» (1685) لـ«جيتر بوجداني» (وهو أشهر شخصيات العصور الوسطى الألبانية). ربما يكون الكاتب الألباني إسماعيل قداري أشهر كاتب ألباني على الإطلاق.

### التعليم
قبل الحكم الشيوعي كان معدل الأمية في ألبانيا يصل إلى 85%، فكانت المدارس نادرة بين الحرب العالمية الأولى والحرب العالمية الثانية. عندما تولى الحكم الشيوعي البلاد في عام 1944، أراد النظام «القضاء على الأمية». فوصلت اللوائح إلى حد من الصرامة حتى أصبح من تتراوح أعمارهم بين 12 و40 الذين لا يستطيعون القراءة أو الكتابة مكلفين بحضور دروس للتعلم. تحسن معدل القدرة على القراءة كثيرا منذ هذه الأوقات الصعبة. يصل معدل معرفة القراءة والكتابة في ألبانيا اليوم 98.7%، ومعدل معرفة القراءة والكتابة لدى الذكور 99.2% ومعدلها بين الإناث 98.3%. وبما أن التحركات السكانية الكبيرة في التسعينات كانت إلى المناطق الحضرية فقد انتقل التعليم أيضًا. فانتقل الآلاف من المعلمين إلى المناطق الحضرية لمتابعة الطلاب.

### الرياضة
كرة القدم هي اللعبة الشعبية الأولى في ألبانيا، سواء في المشاركة أو المشاهدة. وينظمها اتحاد كرة القدم في ألبانيا.
- منتخب ألبانيا الوطني لكرة القدم
- منتخب ألبانيا الوطني لكرة السلة
- منتخب ألبانيا لكرة قدم الصالات
- منتخب ألبانيا الوطني لكرة القدم تحت سن21

### الاعلام
إذاعة وتليفزيون شكيبتار هي شبكة التلفزيون الرائدة في ألبانيا، حيث تدير محطة تلفزيون وطنية (تليفزيون شكيبتار) ومحطتين إذاعيتين (راديو تيرانا).تبث خدمة الإذاعة الدولية البرامج باللغة الألبانية وسبع لغات أخرى عبر الموجة المتوسطة (AM) والموجة القصيرة (SW). تستخدم الخدمة لحن أغنية "Keputa një gjethe dafine" كلحنها التوقيعي. الشبكة عضو في الاتحاد الأوروبي للإذاعة منذ عام 1999. كما تبث الشبكة عبر الأقمار الصناعية باللغة الألبانية إلى المجتمعات الألبانية في كوسوفو، ومقدونيا، والجبل الأسود واليونان، إضافة إلى الألبانيين في الشتات في بقية أنحاء أوروبا. ووفقًا للمجلس الوطني للإذاعة والتلفزيون فإن ألبانيا تملك ما يقدر ب 257 وسيلة إعلام، بما فيها 66 محطة إذاعية و65 محطة تلفزيونية (3 منها وطنية و62 محلية).

### الرعاية الصحية

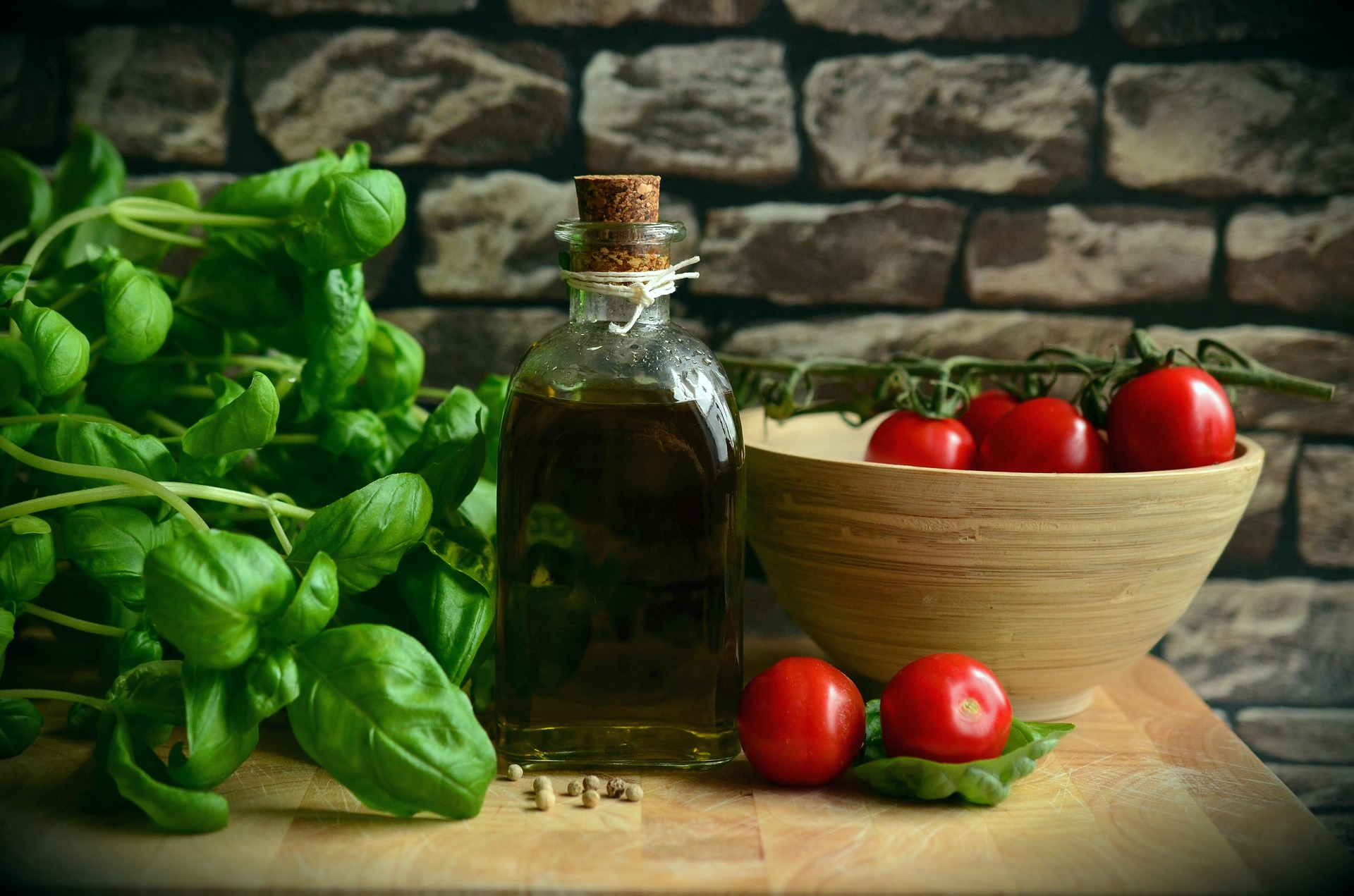
المطبخ الألباني من منطقة البحر الأبيض المتوسط، الذي يتميز باستخدام الفواكه والخضروات وزيت الزيتون، يساهم في التغذية الجيدة لسكان البلاد.

قُدر متوسط العمر المتوقع في ألبانيا بـ 77.59 عامًا، في عام 2014، ليحتل المرتبة 51 في العالم، ويتفوق على عدد من دول الاتحاد الأوروبي، مثل المجر وبولندا وجمهورية التشيك. في عام 2016 كان 74 للرجال و79 للنساء. أكثر أسباب الوفاة شيوعًا هي أمراض الدورة الدموية تليها أمراض سرطانية. أكملت الاستقصاءات الديمغرافية والصحية مسحًا في أبريل 2009، يشرح بالتفصيل الإحصاءات الصحية المختلفة في ألبانيا، بما في ذلك ختان الذكور والإجهاض والمزيد.
ينعكس التحسن العام للظروف الصحية في البلاد في انخفاض معدل الوفيات، إلى ما يقدر بـ 6.49 حالة وفاة لكل 1000 في عام 2000، مقارنة بـ 17.8 لكل 1000 في عام 1938. وفي عام 2000، قُدر متوسط العمر المتوقع بـ 74 سنة، مقارنة إلى 38 سنة في نهاية الحرب العالمية الثانية. كما انخفض معدل وفيات الرضع في ألبانيا، الذي يقدر بنحو 20 لكل 1000 مولود حي في عام 2000، على مر السنين منذ ارتفاع المعدل 151 لكل 1000 مولود حي في عام 1960. كان هناك 69802 ولادة في عام 1999 ومعدل الخصوبة في عام 1999 كان 2.5 بينما بلغ معدل وفيات الأمهات 65 لكل 100,000 ولادة حية في عام 1993. بالإضافة إلى ذلك، في عام 1997، كانت ألبانيا لديها معدلات تطعيم عالية للأطفال حتى سن سنة واحدة: السل 94٪. الدفتيريا والسعال الديكي والكزاز، 99 ٪ ؛ الحصبة 95٪ وشلل الأطفال 99.5٪. في عام 1996، كان معدل الإصابة بالسل 23 من بين 100000 شخص. في عام 1995، تم الإبلاغ عن حالتين للإيدز وسبع حالات في عام 1996. في عام 2000 قدر عدد المصابين بفيروس نقص المناعة البشرية / الإيدز بأقل من 100. الأسباب الرئيسية للوفاة هي أمراض القلب والأوعية الدموية والصدمات والسرطان وأمراض الجهاز التنفسي. في عام 2015، كان لا يزال لديها أعلى معدل للوفيات في أوروبا، حيث بلغ 766 لكل 100.000 من السكان، وهو أعلى معدل للوفيات بسبب الأمراض غير المعدية (672 لكل 100.000) وثاني أعلى معدل بين المدخنين الذكور في أوروبا - 51٪.
تأسس معهد الصحة العامة الألباني في تيرانا عام 1935.

### المطبخ
يتأثر المطبخ الألباني كما هو الحال في معظم منطقة البحر الأبيض المتوسط والبلقان، بتاريخ البلد الطويل. فقد احتلت ألبانيا في أوقات مختلفة من قبل اليونان، وإيطاليا، وتركيا العثمانية، وتركت كل مجموعة بصماتها على المطبخ الألباني. الوجبة الرئيسية للألبان هي وجبة الغداء، وعادة ما يصاحبها السلطة الطازجة والخضروات مثل الطماطم والخيار الفلفل الأخضر والزيتون مع زيت الزيتون والخل والملح. كما يتضمن الغداء طبقا رئيسيًا من الخضراوات واللحوم. كما توجد المأكولات البحرية الخاصة في المناطق الساحلية مثل دوريس وفلورا وساراندي. ومنذ مدة طويلة، كان التقليد الألباني أن يقوم منسق التجمع الاجتماعي، المعروف أيضًا ب«بابي مويجير» بشراء الدور الأول في الحانة المحلية لجميع الحاضرين.

## القوات المسلحة

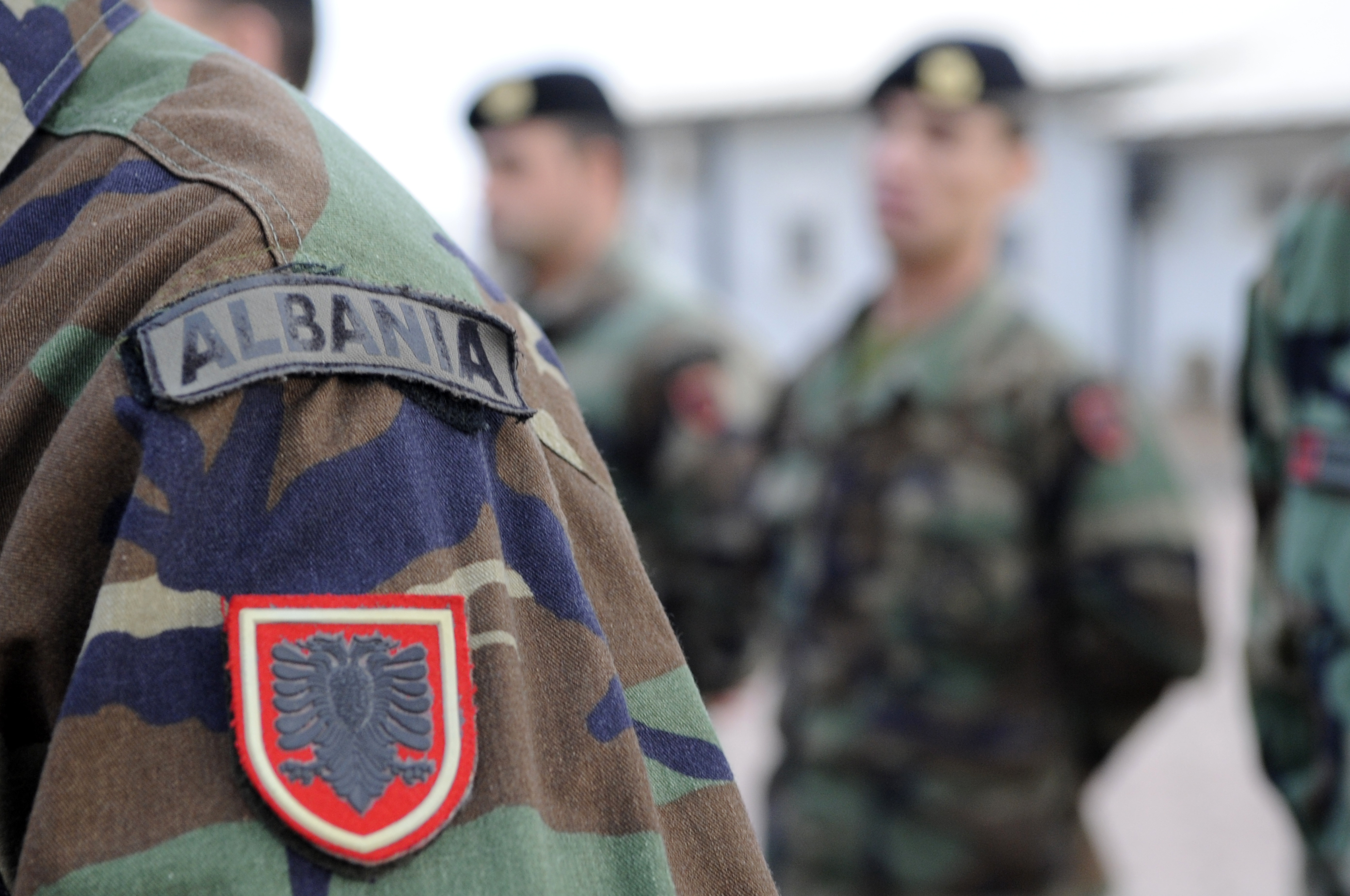
شارات الجيش الألباني.

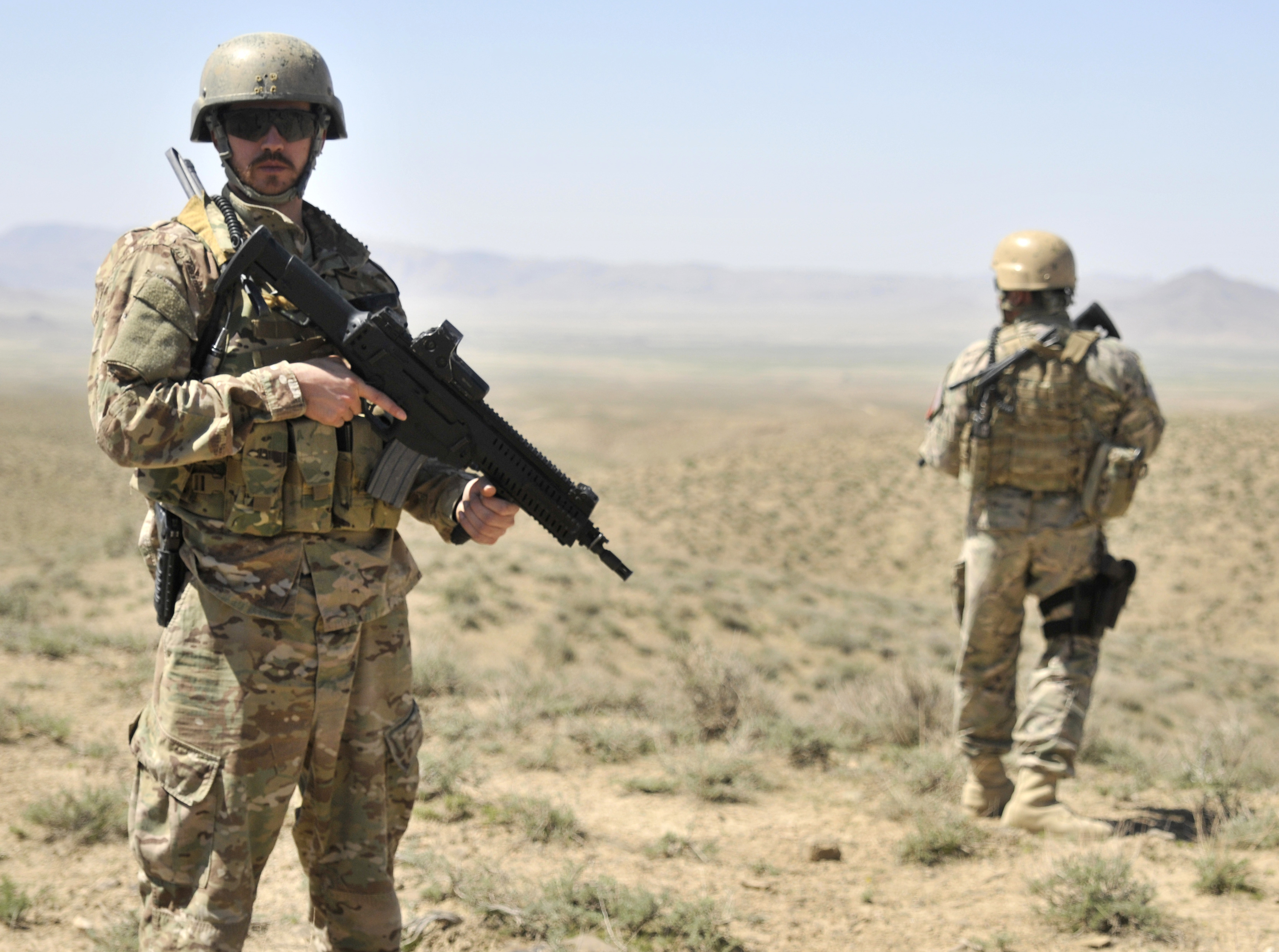
جندي من القوات الخاصة الألبانية في أفغانستان، 2013.

تتكون القوات المسلحة الألبانية من القوات البرية والجوية والبحرية وتشكل القوات العسكرية وشبه العسكرية للبلاد. ويقودهم قائد عام تحت إشراف وزارة الدفاع والرئيس بصفته القائد الأعلى في زمن الحرب، ولكن في أوقات السلم يتم تنفيذ سلطاته من خلال رئيس الوزراء ووزير الدفاع.
إن الهدف الرئيسي للقوات المسلحة لألبانيا هو الدفاع عن استقلال وسيادة وسلامة أراضي البلد، فضلا عن المشاركة في العمليات الإنسانية والقتالية وغير القتالية ودعم السلام. الخدمة العسكرية طوعية منذ عام 2010، حيث أن سن 19 هو الحد الأدنى القانوني لسن الخدمة.
لقد التزمت ألبانيا بزيادة المشاركة في العمليات المتعددة الجنسيات. منذ سقوط الشيوعية، شاركت البلاد في ست بعثات دولية لكنها شاركت في بعثة واحدة فقط للأمم المتحدة في جورجيا بإرسال 3 مراقبين عسكريين. منذ فبراير 2008، شاركت ألبانيا رسمياً في عملية المسعى النشط لحلف شمال الأطلسي في البحر الأبيض المتوسط. تمت دعوتها للانضمام إلى الناتو في 3 أبريل 2008، وأصبحت عضوًا كاملاً في 2 أبريل 2009.
خفضت ألبانيا عدد القوات العاملة من 65000 في عام 1988 إلى 14500 في عام 2009. يتكون الجيش الآن بشكل رئيسي من أسطول صغير من الطائرات والسفن البحرية. في التسعينيات، ألغت البلاد كميات هائلة من الأجهزة القديمة من الصين، مثل الدبابات وأنظمة. كانت زيادة الميزانية العسكرية من أهم الشروط لتكامل الناتو. كان الإنفاق العسكري منخفضًا عمومًا. اعتبارًا من عام 1996، كان الإنفاق العسكري يقدر بـ 1.5٪ من الناتج المحلي الإجمالي للبلاد، ليبلغ ذروته في عام 2009 عند 2٪ وينخفض مرة أخرى إلى 1.5٪.

## التصنيفات العالمية
التوزيع الديموغرافي للسكان
- تعداد السكان في المرتبة 133 من أصل 221 بلدًا.
- كتاب وكالة المخابرات المركزية للحقائق في العالم: يبلغ متوسط العمر المتوقع في المرتبة 50 من أصل 221 بلدًا.
- كتاب وكالة المخابرات المركزية للحقائق في العالم 2008: معدل وفيات الرضع في المرتبة 112، وهي من أعلى معدلات وفيات الرضع بالنسبة 222 بلدًا من أصل.
- برنامج الأمم المتحدة الإنمائي: معدل معرفة القراءة والكتابة في المرتبة 45 من أصل 177 بلدًا.

البيئيات
- جامعة ييل: مؤشر الاستدامة البيئية عام 2005، في المرتبة 24 من أصل 146 بلدًا.

الاقتصاديات
- وول ستريت جورنال ومؤسسة التراث: مؤشر الحرية الاقتصادية عام 2006، في المرتبة 52 من أصل 157 بلدًا.
- صندوق النقد الدولي: الناتج المحلي الإجمالي (الاسمي) للفرد الواحد عام 2006، في المرتبة 95 من أصل 182 بلدًا.
- صندوق النقد الدولي: الناتج المحلي الإجمالي (الاسمي) عام 2006، في المرتبة 111 من أصل 181 بلدًا.
- المنتدى الاقتصادي العالمي: مؤشر التنافسية العالمية 2006-2007، في المرتبة 98 من أصل 125 بلدًا.
- البنك الدولي: مؤشر سهولة ممارسة الأعمال الشاملة لعام 2008، في المرتبة 136 من أصل 178 بلدًا.
- الأمم المتحدة: دليل التنمية البشرية لعام 2006، في المرتبة 67 من أصل 191 بلدًا.
- احتياطي العملات الأجنبية اعتبارًا من ديسمبر 2007 في المرتبة 112 من أصل 156 بلدًا.